# Alte Nikolaikirche

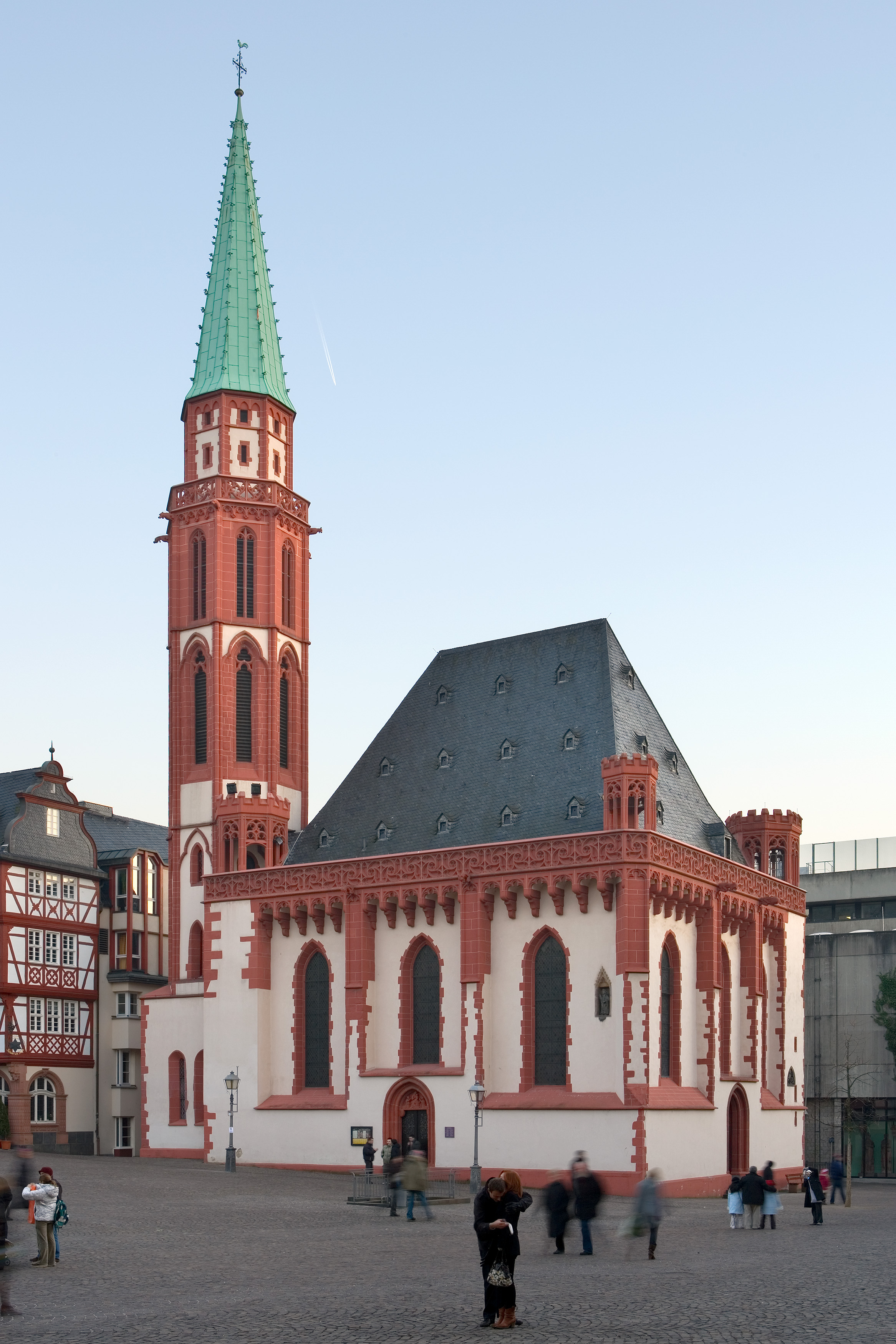
Nordseite der Alten Nikolaikirche am Römerberg, Dezember 2008

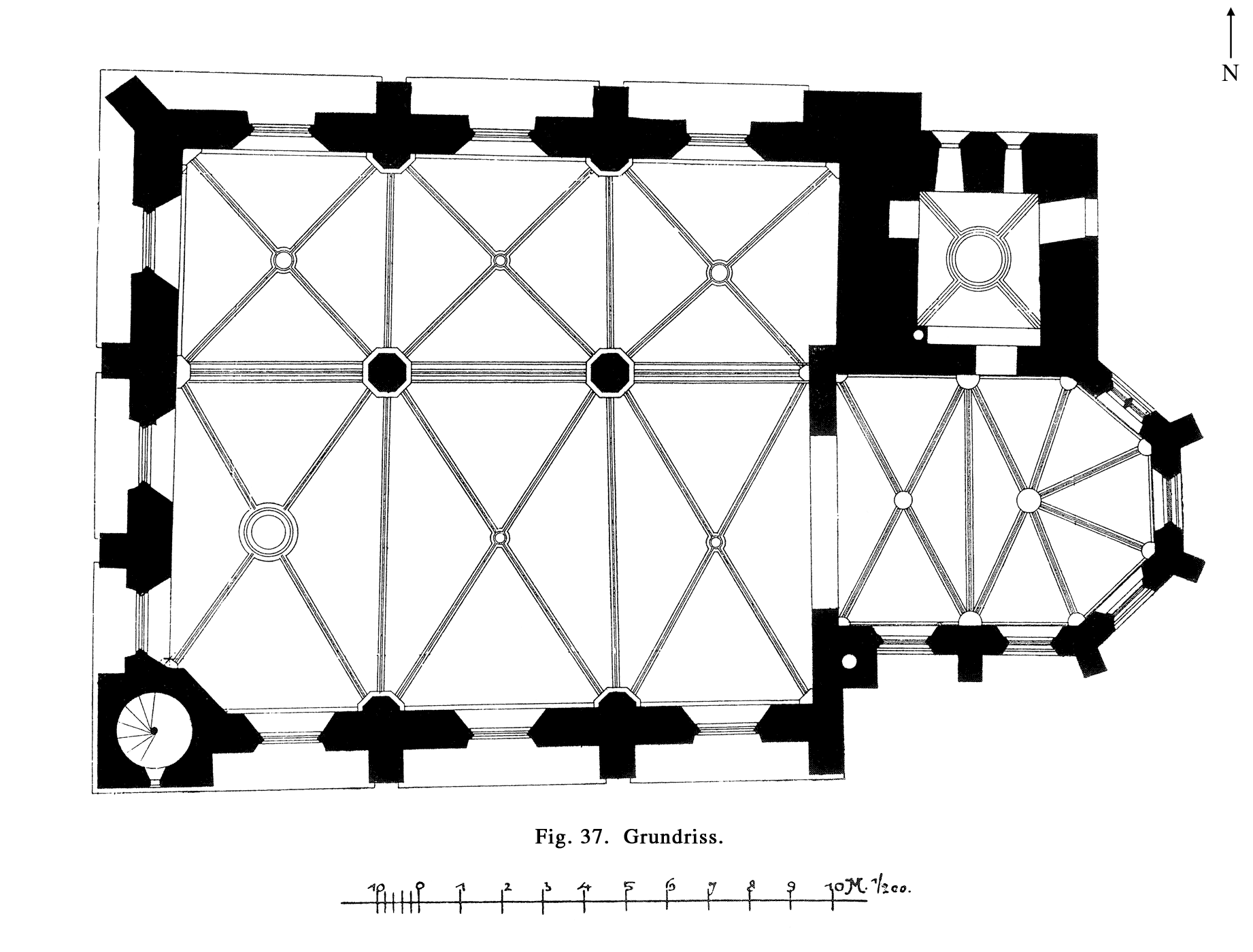
Grundriss

Die spätgotische Alte Nikolaikirche ist eine evangelische Kirche in der Altstadt von Frankfurt am Main. Ihr Namenspatron ist der Heilige Nikolaus, der Schutzheilige der Fischer. Sie liegt nahe dem Main am Römerberg und ist als Teil eines charakteristischen Ensembles auch über Frankfurt hinaus bekannt. Der Mitte des 12. Jahrhunderts als Hofkapelle begründete Bau stammt in seiner heutigen Erscheinung aus dem 15. Jahrhundert und wird als eine der acht Dotationskirchen Frankfurts seit 1949 als Gotteshaus von der Evangelischen Paulsgemeinde genutzt. Seit 2006 ist die Ev. Indonesische Kristusgemeinde auch in der Alten Nikolaikirche beheimatet (davor seit 1973 als ökumenische Gemeinde). Die EIKG ist eine Kirchengemeinde der Evangelischen Kirche in Hessen und Nassau, im Herzen von Frankfurt und mit Gemeindemitgliedern aus dem gesamten Rhein-Main Gebiet. In der Gemeinde versammeln sich Christinnen und Christen vor allem aus Indonesien oder mit indonesischem Hintergrund. Sie leben und bezeugen gemeinsam den christlichen Glauben nach indonesisch-kultureller Tradition und vor allem in indonesischer Sprache.

## Geschichte

### Die staufische Eigenkirche und ihre Rechtsstellung (Mitte 12. Jahrhundert bis 1264)
Im Gegensatz zu den meisten anderen mittelalterlichen Kirchen in Frankfurt am Main, von denen Entstehungszeit, Gründer, Gründungsmotiv und Zweckbestimmung dokumentiert oder zumindest glaubwürdig überliefert sind, stellt sich die Quellenlage im Falle der Alten Nikolaikirche für die Frühzeit äußerst dürftig dar. Vielen älteren Geschichtswerken galt das Weihedatum des 28. Mai 1142 in den Annalen des Klosters Disibodenberg als die erste schriftliche Erwähnung der dem heiligen Nikolaus von Myra geweihten Kapelle. Schon 1853 konnte der Historiker und damalige Leiter des Frankfurter Stadtarchivs, Johann Friedrich Böhmer, dies als eine Falschauslegung entlarven, da die in den Annalen erwähnte capella sancti Nycolai zweifelsfrei auf das Kloster Disibodenberg und nicht auf Frankfurt zu beziehen ist. Die bis heute bekannten geschichtlichen Quellen zeigen nun für weit über hundert Jahre keine weitere Nennung des Gebäudes auf.
Aufgrund der fehlenden Schriftzeugnisse suchte die Frankfurter Geschichtsforschung schon um die Wende zum 20. Jahrhundert in der geographischen Lage und der Nähe zum Saalhof – hinter dem man seit dem 16. Jahrhundert die karolingische Königspfalz Frankfurt vermutete – eine Erklärung für die Existenz des Sakralbaus. Man nahm an, dass er für die vermeintlich bereits vorhandene, kleine Kapelle des Saalhofs ein Ausweichquartier bei Hochwasser oder gar ein vollständiger Ersatz für die königlichen Beamten gewesen sei.

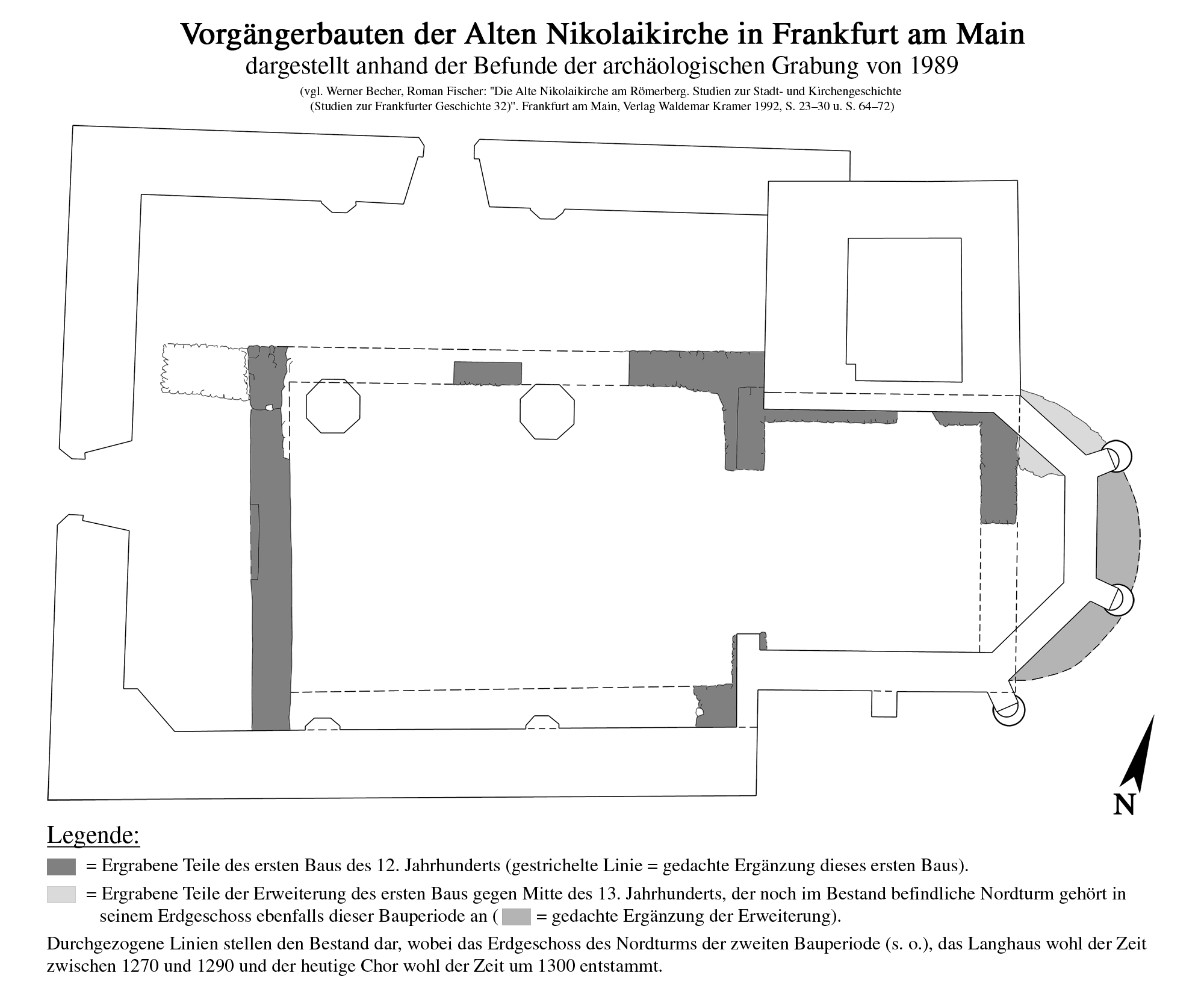
Befunde der archäologischen Ausgrabungen 1989

Grabungen von Heinrich Bingemer in den 1930er und Otto Stamm in den 1960er Jahren brachten allerdings zu Tage, dass der Saalhof eine rein staufische Königsburg des 12. Jahrhunderts war, und die Saalhofkapelle sogar erst um 1200 errichtet wurde. Die ältesten noch aufrecht stehenden bzw. sichtbaren Teile der Nikolaikirche stammen rein stilkritisch jedoch aus der Mitte des 13. Jahrhunderts und somit für Frankfurt klar nachstaufischer Zeit. Otto Stamm vertrat daher noch 1979 die Auffassung, dass die Kapelle somit ohne Vorgängerbauten und einen Bezug zum Saalhof um 1270 in einem Zuge errichtet worden sei.
Erst archäologische Grabungen des Jahres 1989, die nach Bodenfunden bei umfassenden Renovierungsarbeiten veranlasst wurden, konnten die Baugeschichte endgültig erhellen. Sie förderten unter der heutigen Nikolaikirche die Fundamente einer Ost-West-orientierten Saalkirche mit abgeschnürten Rechteckchor zu Tage, die zumindest sicher in das 12. Jahrhundert datiert werden konnte. Da für eine Kapelle in der Nähe des Saalhofs in dieser Zeit der Klerus aus rechtlichen, das Bürgertum aufgrund seiner damals noch geringen Bedeutung jedoch kaum in Frage kommt, beantworteten die Funde über die Entstehungszeit hinaus auch die Frage nach dem Gründer, der letztlich nur der König selbst gewesen sein kann.
Demnach entstand die Nikolaikapelle zusammen mit dem Saalhof wohl in der Regierungszeit des ersten Stauferkaisers Konrad III., der zwischen 1140 und 1149 vier Fürstenversammlungen nach Frankfurt einberief. Als Hofkapelle war sie Standort von geschichtlich bedeutenden Ereignissen wie Hof- und Reichstagen und wohl sogar Königswahlen. Die erst ein halbes Jahrhundert später entstandene Saalhofkapelle hat dagegen nur als Familienkapelle und Aufbewahrungsort der Reichsinsignien gedient. Die bei den Ausgrabungen gefundenen Grundmauern des Vorgängerbaus der Alten Nikolaikirche sind heute im Fußboden markiert und geben so einen Eindruck von den Dimensionen des zwar kleinen, aber für die Frankfurter Frühgeschichte bedeutenden Sakralbaus.
Rechtlich stand die Kapelle anders als die übrigen Frankfurter Kirchen seit ihrer Gründung als Eigenkirche ausschließlich dem königlichen Hof und seiner Burgmannschaft, den milites, zur Verfügung, die auch während des Interregnums ihre Vorrechte wahrten. Nach dem Eigenkirchenrecht war der Kaplan direkt vom König eingesetzt, unterstand nach dem kanonischen Recht aber in seiner Amts- und Lebensführung dem Erzbischof von Mainz, der die Aufgabe zudem auch an andere Geistliche, etwa solche des Bartholomäusstifts delegieren konnte. Dieses Delegationsrecht stand auch dem König zu, der es zum Beispiel über den städtischen Schultheißen ausüben lassen konnte. Es ist allerdings zu bemerken, dass das Eigenkirchenrecht bereits seit Papst Gregor VII. als Simonie bekämpft und im Rahmen des Investiturstreits schließlich vollständig zurückgedrängt wurde, so dass einzig die Nutzung als Hofkapelle die späte Gründung als Eigenkirche noch logisch und als kirchenrechtlich unbedenklich erscheinen lässt.

### Ausbau und Inkorporation im 13. Jahrhundert (1264 bis 1292)

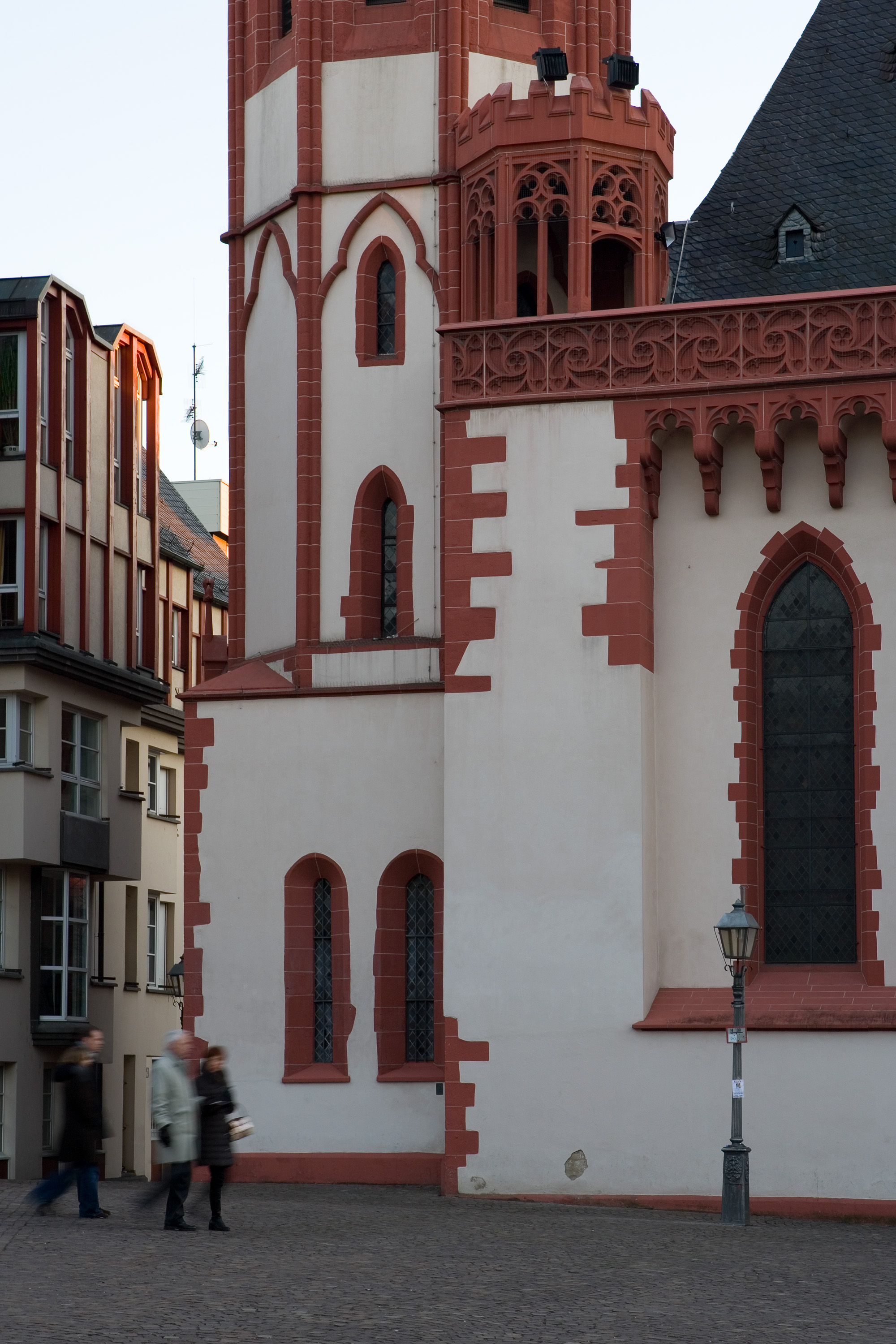
Spätromanisches Turmuntergeschoss mit Rundbogenfenstern und frühgotisches Turmoktogon, um 1250

Mit einer Urkunde vom 24. September 1264 setzen die schriftlichen Quellen über den Sakralbau ein. Das Kapitel des Bartholomäusstiftes bezeugte gemeinsam mit der Stadtgemeinde, dass ein Ritter Rudolf von Praunheim dem Kantor Cristan und dem Kaplan Godeschalk von St. Nikolai einen Hof verkauft habe. Sechs Jahre später vermachte der Frankfurter Bürger Wicker auf der Brücke „beati Nycolai“, in der Urkunde in einer Aufzählung mit den anderen damals existierenden Sakralbauten Frankfurts genannt, einen regelmäßigen jährlichen Zins von sechs leichten Pfennigen. Somit ist rein von den Quellen her erst ab diesen Zeitpunkt, dem Mai 1270, eine Nikolaikapelle als eigenständiges Gebäude in Frankfurt gesichert (terminus post quem). Das Datum ist zugleich der erste echte Beleg für ein bürgerliches Engagement um die Nikolaikapelle, was die ab Mitte des 13. Jahrhunderts stark ansteigende Bedeutung des Bürgertums reflektiert.
Ungefähr um dieselbe Zeit entstand als erste Erweiterung des Ursprungsbaus der Kirchturm, der im Norden an den Rechteckchor des ersten Kirchenbaues anschloss. Sein Erdgeschoss mit spätromanischen, noch rundbogigen Fenstern, sowie die beiden darüber anschließenden, bereits in frühgotischen Formen gestalteten Geschosse stellen heute den ältesten Teil der Kirche dar. Ferner erhielt der Rechteckchor nun im Osten eine halbrunde Apsis und das Langhaus wurde nach Westen verlängert. Die Errichtung des Turms kann durchaus in Zusammenhang mit einem Wunsch der aufstrebenden Bürgerschaft gesehen werden, weniger einen Kirchturm denn eine Überwachungsplattform für das Markt- und Messgeschehen am Römerberg wie am Mainufer zu schaffen, wofür der Turm der Nikolaikirche ideal geeignet war. Dies erscheint auch vor dem Hintergrund des Privilegs von 1240 logisch, das der Frankfurter Messe zu der enormen Bedeutung verhalf, die sie geradezu sprichwörtlich die folgenden Jahrhunderte prägte.

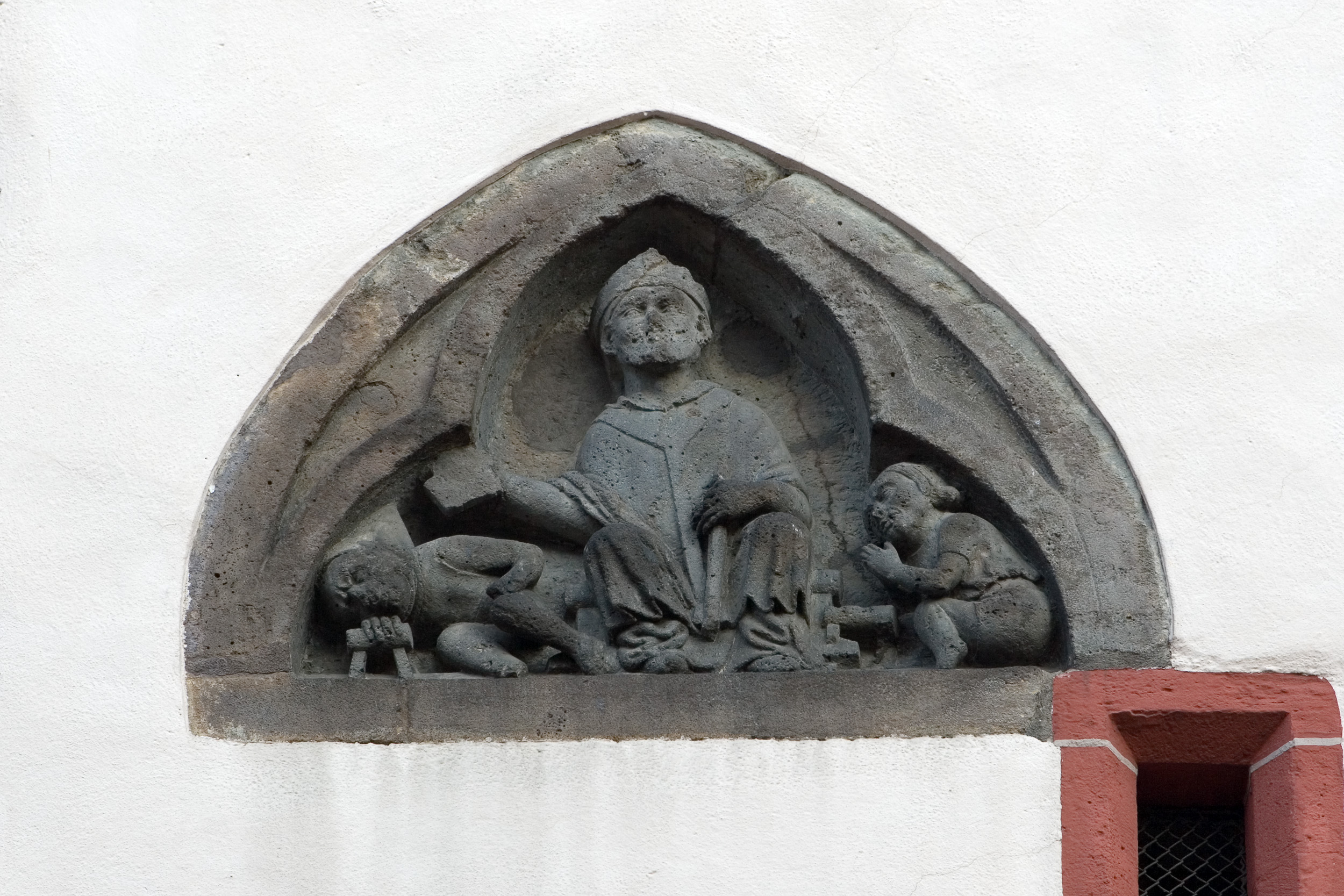
Frühgotisches Tympanon in der Westmauer, um 1250

Erst gegen Ende des 13. Jahrhunderts kam es während der Regierungszeit Rudolfs von Habsburg zu einem vollständigen und größeren Neubau des Langhauses. Die neue Kirche wurde dabei um die alte Kapelle herum gebaut und deren Mauern dann nach Abschluss der Bauarbeiten eingerissen. Der Neubau war 1290 vollendet, am 30. Oktober desselben Jahres wurde ein Hochaltar des heiligen Nikolaus geweiht. Zwei frühgotische Tympana aus dem Umfeld des Naumburger Meisters, wohl der vorangegangenen Umbauphase um 1250 zuzurechnen und nun nicht mehr benötigt, wurden an der östlichen und südlichen Außenwand der Kirche eingemauert, wo sie bis heute zu sehen sind. Am 30. Oktober 1292 übertrug Rudolfs Nachfolger Adolf von Nassau die Kirche dem Bartholomäusstift mit dem Vorbehalt des Kollationsrechts (Beneficium Collationis).
Im Stiftsbesitz wurde der Umbau mit der Neuerrichtung des Chores in bereits klaren gotischen Formen bis etwa 1300 abgeschlossen. Warum so kurz vor dem Übergang der Kirche an das Bartholomäusstift nochmals eine derart tiefgreifende Umbaumaßnahme an der Kapelle stattfand, ist rätselhaft, zumal das Interesse des Königs an dem Gebiet bereits 1282 erloschen war, als dieser den Saalhof verlehnte. Ebenso nicht mehr zu klären ist der Grund für die Fertigstellung des Umbaus unter dem Bartholomäusstift, da auch dieses den Bau in der Folgezeit stark vernachlässigte. Es erscheint einzig als nicht direkt zu belegende Möglichkeit, dass die Fertigstellung des Baus Bedingung des Königs für die Schenkung war. Darauf deutet auch der 1297 erstmals sichere Nachweis einer Kirchenfabrik, die sich der Errichtung, Ausstattung und Erhaltung des Kirchenvermögens sowie des Sachbedarfs für den Gottesdienst widmete. Der Vorbehalt des Patronatsrechts durch den König spricht nach damals geltenden Kirchenrecht zugleich dafür, dass er verhindern wollte, dass die gesamte Baulast an das Stift als Inkorporationsherren fiel, sondern vielmehr genau zwischen beiden aufgeteilt wurde.

### Nikolaikirche als Ratskapelle (1292 bis 1530)
Nach ihrer Inkorporation verlor die Nikolaikapelle zunächst die große Bedeutung, die sie einst als Pfalzkapelle gehabt hatte. Das Bartholomäusstift zeigte wenig Interesse an seiner neuen Filialkirche, da der Kaplan ja weiterhin vom König präsentiert wurde. Ein vom Dompfarrer am 24. September 1310 beim Mainzer Erzbischof erwirktes Mandat beweist, dass die Kapelle vom Stift sogar als lästige Konkurrenz angesehen wurde. Der Text mahnt nämlich den Vollzug der Exkommunikation gegen einige Frankfurter an, die sich weigerten, den Gottesdienst in der Bartholomäuskirche zu besuchen, und stattdessen an den Heiligen Messen in der Alten Nikolaikirche und der Leonhardskirche teilnahmen.
Der Konflikt spiegelt sich auch darin wider, dass es im gesamten 14. Jahrhundert sowohl nach der Überlieferung als auch nach dem tatsächlichen Befund wohl keinerlei bauliche Unterhaltung oder Erweiterungen der Kirche gab. Dabei muss dem Stift allerdings zugestanden werden, dass es im selben Jahrhundert das für die Verhältnisse der Zeit gigantische Projekt des hochgotischen Domneubaus durchführte und daher wohl wenig anderweitige Ressourcen zur Verfügung standen. Die zentrale Lage am Römerberg sicherte der Kapelle dennoch einen ausreichenden Gottesdienstbesuch, der im Laufe des Jahrhunderts vor allem im Zusammenhang mit den aufblühenden Messen ebenfalls zunahm. Zeitgleich kamen durch Stiftungen von Frankfurter Bürgern bis 1374 insgesamt vier neue Altäre hinzu, wodurch die Zahl der Gottesdienste weiter stieg. Die bereits im 13. Jahrhundert beobachtete Tendenz eines bürgerlichen Engagements um die Kirche setzte sich also fort und wurde durch das Desinteresse des Bartholomäusstifts nur noch verstärkt.
Anfang des 15. Jahrhunderts verlagerte sich der Mittelpunkt des städtischen Lebens vom Pfarreisen, also dem heutigen Domplatz, wo das 1288 erstmals erwähnte alte Rathaus der Stadt stand, in die unmittelbare Nähe der Nikolaikapelle. 1405 erwarb der Rat hier die Steinhäuser Römer und Goldener Schwan von den Gebrüdern Konz und Heinz zum Römer und ließ diese zum neuen Rathaus ausbauen, das man 1407 bezog. In dem Maße, in dem sich der Rat nun zunehmend um mehr Einflussnahme auf Sankt Nikolai bemühte, nahm offenbar das Interesse auch des Königs ab, die ihm noch immer zustehenden Rechte auszuüben.
Als es 1426 zu einem Streit zwischen den Kaplan und dem Bartholomäusstift kam, wurde die Stadt vom König gebeten, auf das Stift einzuwirken, dass es den Kaplan ungestört lasse. Dies war auch das letzte nachweisbare Engagement des Königs. Schon seit 1404 ließen sich je zwei vom Rat bestellte Pfleger der ja schon seit spätestens 1297 existierenden Kirchenfabrik nachweisen. Daraus konnten die Stadtväter jedoch kaum Rechte auf die Kapelle ableiten, gibt es doch kein Zeugnis dafür, dass sie sich über die Verwaltung des Vermögens hinaus zu diesem Zeitpunkt schon finanziell engagierten.
Die Geschichte des Übergangs der Nikolaikapelle von einer Filialkirche des Bartholomäusstifts, deren Kollationsrecht der König niemals abgegeben hat, zu einer Ratskapelle ist insofern höchst problematisch, als es für diesen Übergang keine direkten schriftlichen Zeugnisse gibt und vermutlich auch nie gab. Das bedeutendste Zeugnis für den Übergang ist der Erwerb eines Privilegs von Papst Sixtus IV. am 4. Januar 1477. Dieses gestattete den Stadtoberen, nach Belieben Geistliche zwecks Abhaltung der Gottesdienste, dem Singen der Horen und dem Predigen an Sankt Nikolai einzusetzen. Es ist unbewiesen, liegt aber nahe, dass der Rat dafür die Baulast an der Kirche übernahm, woraus er dann Eigentumsrechte ableitete, denn direkt erwerben konnte er die Kirche aufgrund des Simonieverbots ja nicht.
Einige Handlungen des Rats, die bereits Jahrzehnte vor dem Papstprivileg liegen, lassen jedoch kaum Zweifel, dass der Rat bereits weit früher das ausübte, was dann 1477 nur noch eine Niederschrift und Bestätigung fand. So beauftragte er beispielsweise 1448 den Stadtbaumeister Eberhard Friedberger mit dem Bau eines Lettners für die Kapelle, den er jedoch kurz vor der Fertigstellung 1451 wieder stornierte. Unter Friedberger zur Ausführung kam 1458–1459 ein neuer Turmaufsatz ab dem zweiten Obergeschoss, nachdem der damals knapp 200 Jahre alte Vorgängerbau einzustürzen drohte. Der radikalste Umbau erfolgte dann 1466/1467, als der gesamte Dachaufbau abgebrochen und mit der noch heute zu sehenden Maßwerkgalerie versehen wurde. In diesem Zusammenhang wurde auch das Langhaus stark umgebaut, so u. a. die Strebepfeiler erhöht und die Fenster im Sinne der Spätgotik wesentlich vergrößert.
Äußerlich befand sich die Kirche nun in ihrem noch heute zu sehenden Zustand. Durch die Galerie und die an Wehrbauten erinnernden Ecktürme erweckte sie ab dato mehr den Eindruck eines steinernen Patriziersitzes wie etwa des namensbildenden Steinernen Hauses oder des Hauses Fürsteneck denn den eines Sakralbaus. Dies war unzweifelhaft als zusätzlicher programmatischer Anspruch des Rates zu sehen, der Stadtgemeinde nicht nur in weltlichen, sondern auch in kirchlichen Dingen vorzustehen. Die Tatsache, dass die Ratsherren mit ihren Familien auf der Galerie den Turnieren, Passionsspielen und anderen Veranstaltungen auf dem Römerberg „von oben herab“ beiwohnten, verstärkt diesen Eindruck nur noch. 1498 vermerkte der Rat im Bürgermeisterbuch gar die Bestimmung, dass den Schlüssel für das Dach nur „Ratsfreunde“ erhalten, und auch dem Tür- und Turmwächter befohlen werden solle, sonst niemanden hinaufzulassen.
Ab 1499 fanden in der Kapelle die von Wicker Frosch bereits 1493 gestifteten Ratsmessen statt, was auch als endgültige Anerkennung der Eigentumsübertragung von Seiten des Stifts betrachtet wird. Vor den zweimal wöchentlich stattfindenden Ratssitzungen, jeweils dienstags und donnerstags, traten ab dato die Ratsherren paarweise in einer Prozession aus dem Römer morgens in der Kirche zum Gottesdienst zusammen. Bereits seit 1428 bestand das Almosen zu St. Nikolai, eine Stiftung Frankfurter Bürger. Dadurch war die Kirche zugleich eine Art von Sozialstation. Durch die Gelder der Stiftung wurde vor der Kirche Nahrung an bedürftige Frankfurter Einwohner verteilt. Wer das Frankfurter Bürgerrecht hatte, einen guten Leumund und seine Bedürftigkeit nachweisen konnte, erhielt pro Woche zwei Laib Brot.

### Reformation und Neuzeit (1530 bis 1899)

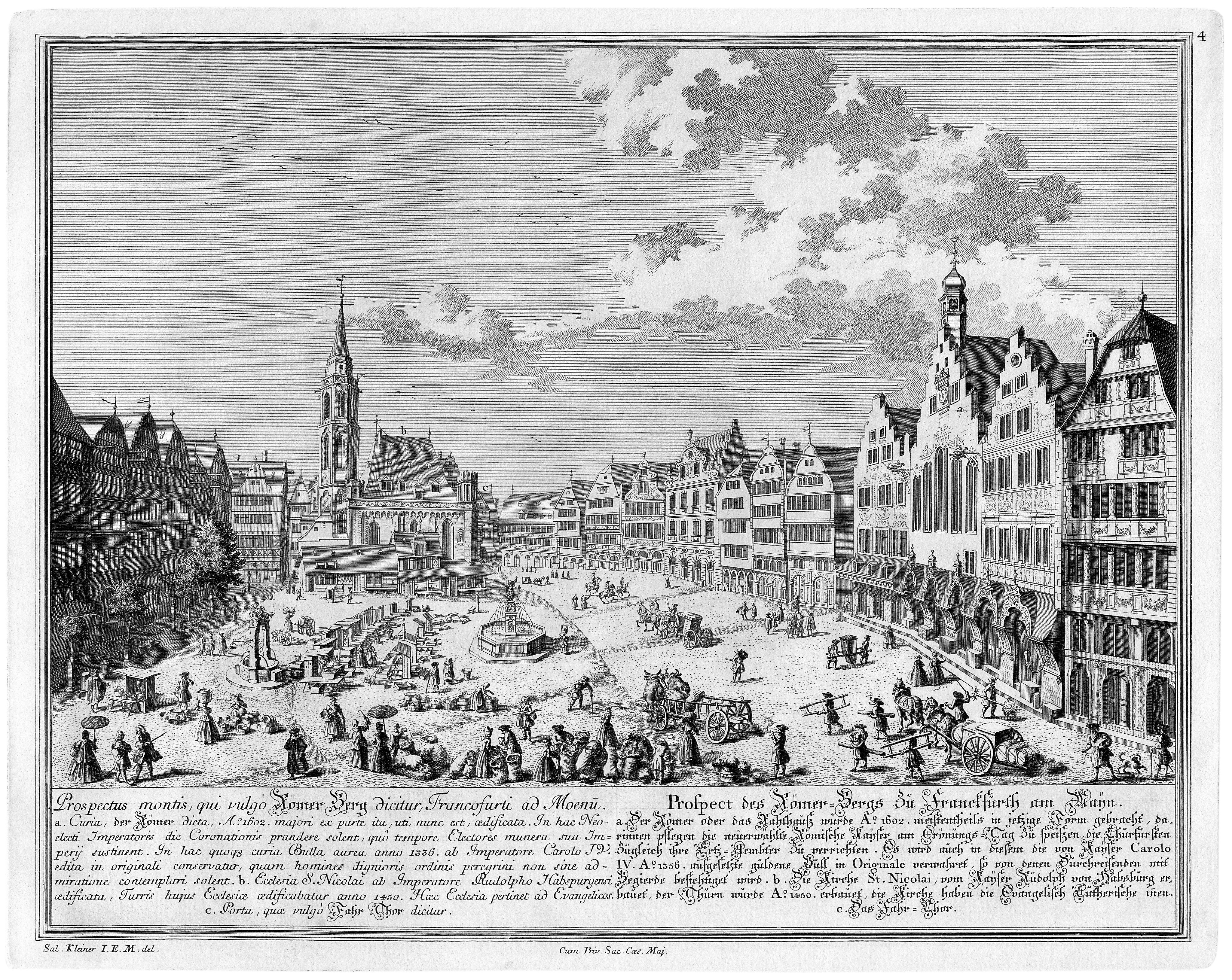
Römerberg und Nikolaikirche kurz nach der Restauration, 1728
(Kupferstich von Georg Daniel Heumann nach Zeichnung von Salomon Kleiner)

Die Reformation bedeutete einen Einschnitt in der Geschichte der Nikolaikirche. 1530 wurde die katholische Messe und damit die Ratsgottesdienste in Frankfurt abgeschafft. Die Kirche wurde geschlossen, ihre Altäre 1543 abgebrochen. Auch nach dem Augsburger Interim 1548, das die Rückgabe des Domes und der Stiftskirchen an die Katholiken bedeutete, wurde die kleine Nikolaikirche nicht mehr für den lutherischen Gottesdienst der Bürgergemeinde benötigt. Für über 150 Jahre wurde sie verpachtet und als Archiv des städtischen Schöffengerichts sowie zu Messezeiten zeitweise als Warenlager genutzt. Auf dem Turm war ein Trompeter stationiert, der ankommende Kähne auf dem Main durch Hornstöße ankündigte. Vor der Abfahrt des Mainzer Marktschiffes hatte er den Choral In Gottes Namen fahren wir zu blasen.
1719 wurde der Pachtvertrag gekündigt und die Kirche nach einer Restauration 1721 erneut eingeweiht. Seither wird sie als evangelische Kirche genutzt, zunächst als Garnisonkirche für das Militär und für ein Waisenhaus. Nachdem 1786 die alte gotische Barfüßerkirche am Paulsplatz abgerissen worden war, diente die Nikolaikirche bis zur Einweihung der neuen Paulskirche als Ausweichquartier. 1805 plante der Frankfurter Stadtbaumeister Johann Georg Christian Hess bereits ihren Abriss, um sie durch ein klassizistisches Messehaus zu ersetzen, doch unterblieb dieser Neubau aus Geldmangel. Allerdings war auch für die dringend notwendige Restaurierung der baufälligen Kirche kein Geld vorhanden.

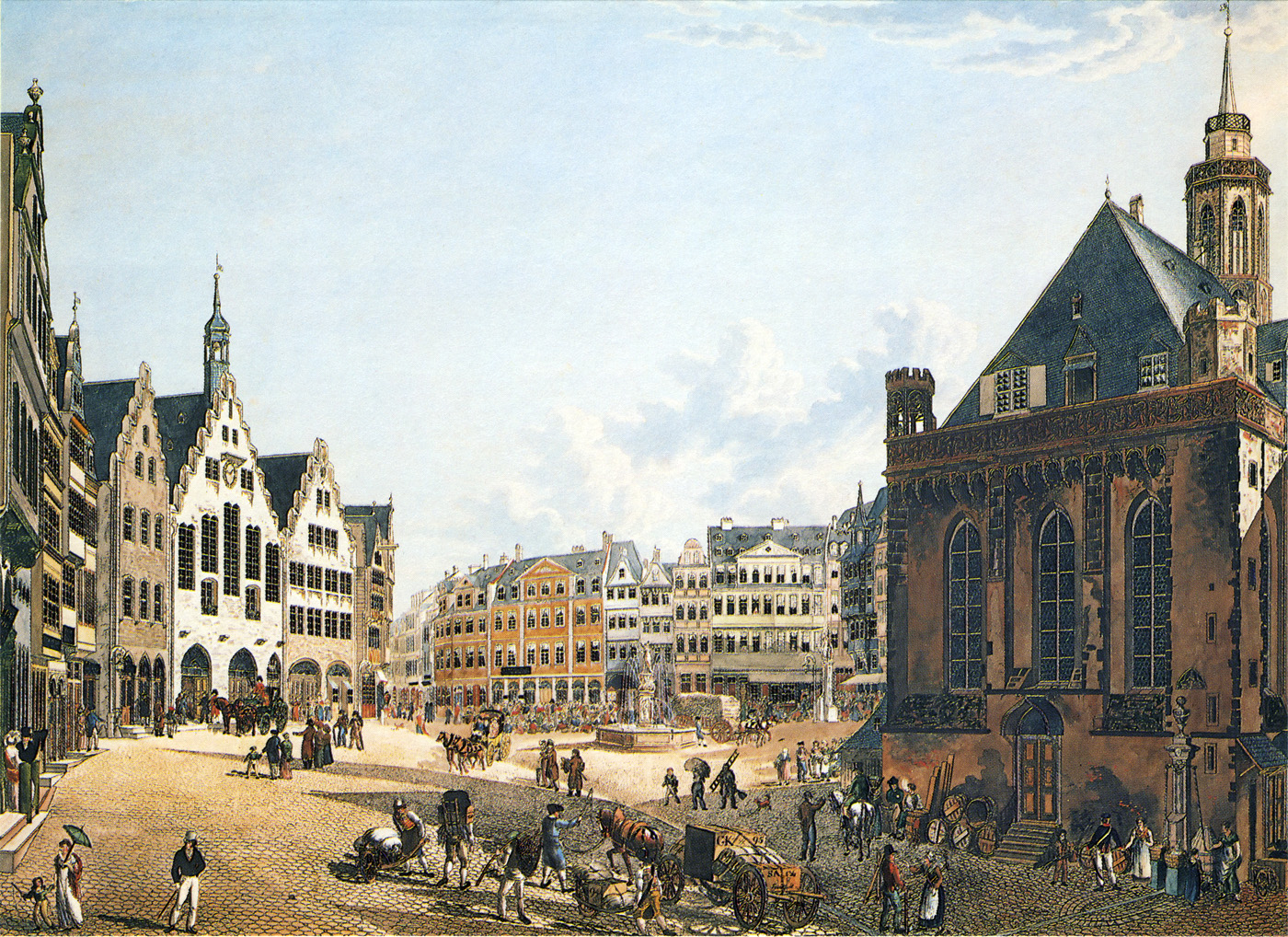
Römerberg und Nikolaikirche, kolorierter Kupferstich von F. W. Delkeskamp, 1822

Erst 1838 wurde die Kirche gründlich erneuert. Das bislang geschlossene, zum Samstagsberg weisende Nordportal wurde geöffnet, Dach, Galerie und Ecktürmchen erneuert. Die Turmspitze wurde abgetragen und durch einen achteckigen, durchbrochenen Maßwerkhelm aus Gusseisen nach dem Vorbild des Freiburger Münsters ersetzt.
1840 wurde die Nikolaikirche im Tausch gegen die abgerissene Heiliggeistkirche in die Dotation aufgenommen. Bis heute steht sie deshalb im Eigentum der Stadt Frankfurt, die für ihre Erhaltung verantwortlich ist.
Von März 1848 bis Juni 1852 musste die Nikolaikirche wiederum aushelfen, während die Paulskirche Sitz der Frankfurter Nationalversammlung war und anschließend eine umfassende Renovierung benötigte.
Bereits Ende des 19. Jahrhunderts war der gusseiserne Turmhelm so beschädigt, dass er 1903 abgerissen und 1904 durch das noch heute bestehende spitze Kupferdach ersetzt wurde. Dieses orientierte sich in seiner Gestaltung am durch historische Abbildungen überlieferten tatsächlichen Zustand des 16. Jahrhunderts.

### Nikolaikirche als Gemeindekirche (1899 bis heute)

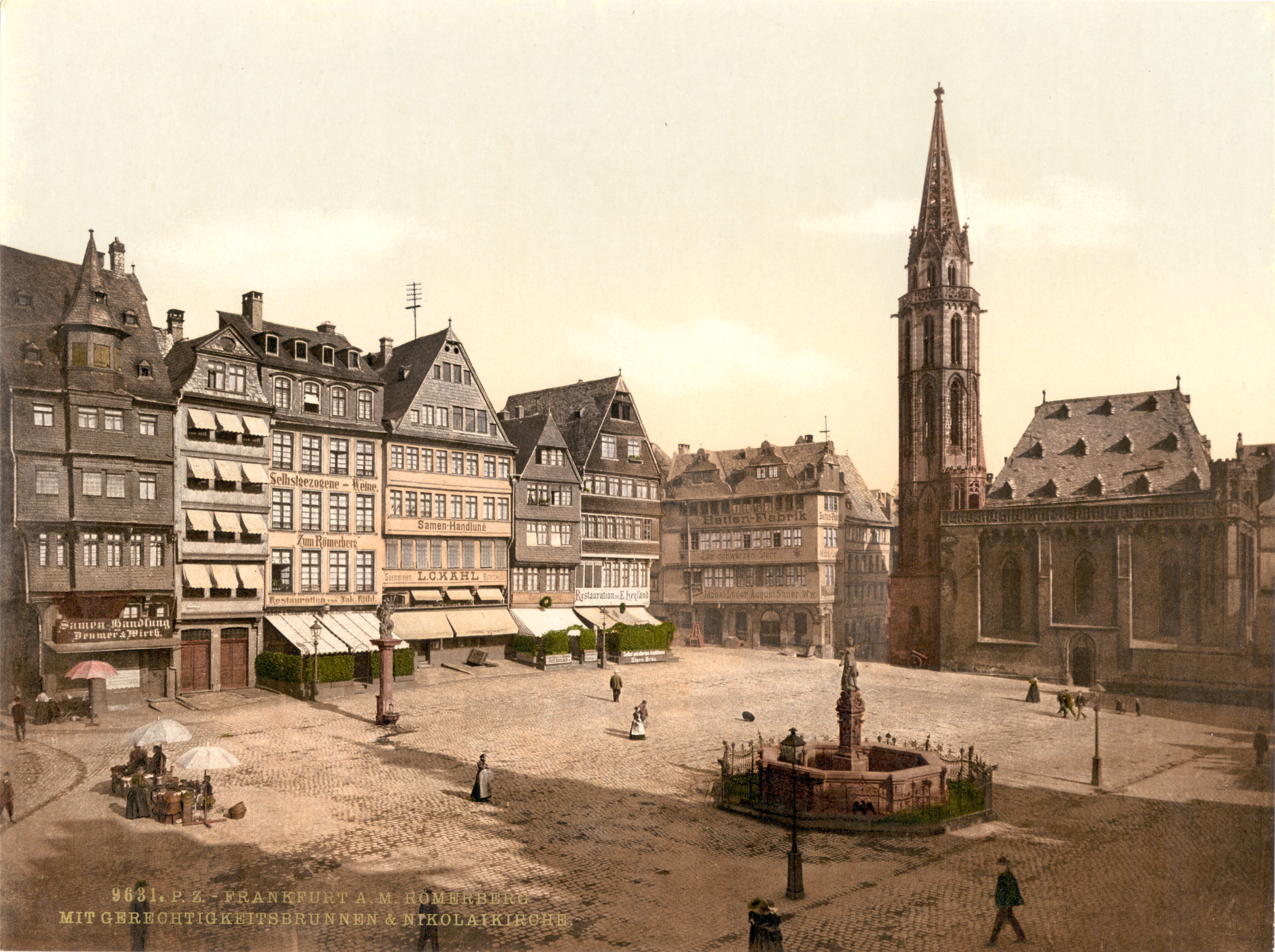
Römerberg und Nikolaikirche, Photochrom, um 1900 / vor 1903

Am 27. September 1899 wurde die Kirchengemeinde- und Synodalordnung für Frankfurt am Main erlassen, in der die Vereinigung des bis dahin getrennten lutherischen und reformierten Konsistoriums und die Aufteilung des Stadtgebiets in sechs lutherische Gemeinden und zwei reformierte Gemeinden festgelegt wurde. Bislang hatten die evangelischen Frankfurter Familien selbst zu wählen, zu welcher Kirche oder zu welchem Prediger sie sich halten wollten; nunmehr wurden auch in Frankfurt Parochien eingeführt.
Zu den neu gegründeten Gemeinden zählte auch die Nicolaigemeinde. Sie erhielt zunächst die Nikolaikirche als Gottesdienststätte, obwohl sich ihr Gemeindegebiet weit entfernt im dichtbesiedelten Ostend befand. Zudem erwies sich die Nikolaikirche bald als zu klein, so dass die Nicolaigemeinde 1909 einen Neubau in der Waldschmidtstraße am Frankfurter Zoo bezog, die Neue Nicolaikirche.
Im Zweiten Weltkrieg gehörte die Alte Nikolaikirche zu den ganz wenigen historischen Gebäuden in der Frankfurter Innenstadt, die im Luftkrieg von Fliegerbomben weitgehend verschont blieben. Beim ersten großen Bombardement der Stadt im Oktober 1943 sowie den Märzangriffen 1944, die die gesamte Altstadt vernichteten, brannte das Dach durch die Einwirkung von Brandbomben nieder, durch einen Angriff mit Sprengbomben am Südrand wurden einige Kubikmeter Werk- und Bruchstein auf Höhe der Galerie herausgesprengt. Die Gewölbe hielten jedoch stand, so dass das Innere nur geringe Schäden am Putz erlitt. Die Ausstattung war bereits zuvor durch Auslagerung gerettet worden, wichtige Bauplastik wie das Tympanon an der Nordseite durch einen Zementüberzug gegen Splitterwirkung geschützt. Einzig die Orgel des 19. Jahrhunderts war trotz Einmauerung durch die Kriegseinwirkungen aus nicht näher beschriebenen Gründen unbrauchbar geworden. Der im Sommer 1947 begonnene Wiederaufbau des Gebäudes war vergleichsweise schnell Ende Dezember 1948 abgeschlossen.
Durch die Zerstörungen war die Wohnbevölkerung der Altstadt stark zurückgegangen. Die ausgebrannte Paulskirche wurde daher nicht mehr als Kirche benötigt. Als Nationaldenkmal dient sie seit ihrem Wiederaufbau 1948 vornehmlich für Ausstellungen und staatliche oder städtische Veranstaltungen. Die Paulsgemeinde erhielt 1949 die Alte Nikolaikirche als Gemeindekirche zugewiesen. Bei der feierlichen Übergabe und Einweihung 1949 predigte der Kirchenpräsident Martin Niemöller.
1989 bis 1992 fand die bislang letzte umfassende Renovierung der Kirche statt, bei der erstmals die mittelalterliche Baugeschichte im Rahmen der Ausgrabungen dokumentiert werden konnte.

## Geistliches Leben
Die Kirche versteht sich wegen ihrer zentralen Lage als „Besucherkirche“ und ist zur Erbauung der Besucher, die aus aller Welt hier vorbeikommen, ganztägig geöffnet. Sie hat ein reges Gemeindeleben mit vielfältiger Kirchenmusik und anderen wechselnden Angeboten auch für den eiligen Touristen. Personell ist die Pfarrei auf englischsprachiges, internationales Publikum optimal eingestellt; es werden öfters zweisprachige, englisch-deutsche Gottesdienste, Andachten und Vespern gehalten. Mit der Ev. Indonesischen Kristusgemeinde Rhein-Main besteht eine enge Beziehung, die sich auch im teilweise gemeinsam gestalteten Gemeindeleben niederschlägt.

## Architektur
Architektonisch entstammt der größte Teil der heute zu sehenden Kirche mehreren Bauabschnitten der zweiten Hälfte des 13. Jahrhunderts, die schließlich kurz nach Mitte des 15. Jahrhunderts in die heute zu sehende Form gebracht wurde. Vom vorhergehenden staufischen Sakralbau ist keine aufrecht stehende Substanz mehr erhalten, obgleich sich die folgenden Baumaßnahmen an ihm räumlich orientierten. Er lässt sich aufgrund der baugeschichtlichen und archäologischen Untersuchungen der letzten Jahrzehnte jedoch gut rekonstruieren. Aus Gründen der Übersichtlichkeit soll hier nachfolgend nur die Hofkapelle (12. Jahrhundert) sowie die Kirche als Gesamtwerk der Gotik (13. bis 15. Jahrhundert) mit den Veränderungen des 19. und 20. Jahrhunderts an diesem Zustand beschrieben sein.

### Die staufische Saalkirche
Der staufischen Ursprungsbau verfügte über einen Saal von 13 Metern Länge und 9,80 Metern Breite, an den im Osten ein Rechteckchor von 6,20 Metern Länge und 7,50 Metern Breite anschloss. Als Baumaterial wurde sauber gearbeitetes Quadermauerwerk aus Buntsandstein mit einer Stärke von rund 0,65 Metern verwendet. Dieses gründete dem archäologischen Befund nach teils auf einer Mörtelbettung, teils auf einem reinen Packlagenfundament aus Bruchsteinen von jeweils etwa einem Meter Stärke. Aufgefundene Reste belegen einen weiß angestrichenen Sandputz des gesamten Kirchenäußeren. Es dürfte somit der heutigen Farbfassung recht nahe gewesen sein, auch wenn mangels vorgefundener Architekturteile unklar bleiben muss, ob diese bereits – wie später in der Gotik im gesamten Rhein-Main-Gebiet gängig – rot gefasst waren.
Ausgehend vom Sockelgeschoss des später angefügten, noch heute erhaltenen Turms kann im Inneren, das gegenüber dem Platzniveau um etwa einen Meter podiumsartig erhöht war, eine Raumhöhe von sieben bis acht Metern angenommen werden. Der stark abgeschnürte, wohl in der Gesamthöhe geringfügig niedriger ausgeführte Chor öffnete sich durch eine etwa 3 Meter breite Bogenöffnung zum Saal. Analog erhaltener Bauten dieser Zeit und dieses Typus war die Decke beider Bauteile wohl als flache Balkendecke ausgeführt und jeweils mit einem Satteldach überspannt. Verglaste Fenster sind durch entsprechende Funde belegt, über ihre Anzahl, Größe und Anordnung lassen sich aber ebenso wie über etwaige Eingänge sowie die Ausstattung der Kirche keinerlei realistische Aussagen mehr treffen.

### Die gotische Hallenkirche

#### Äußeres

##### Turm

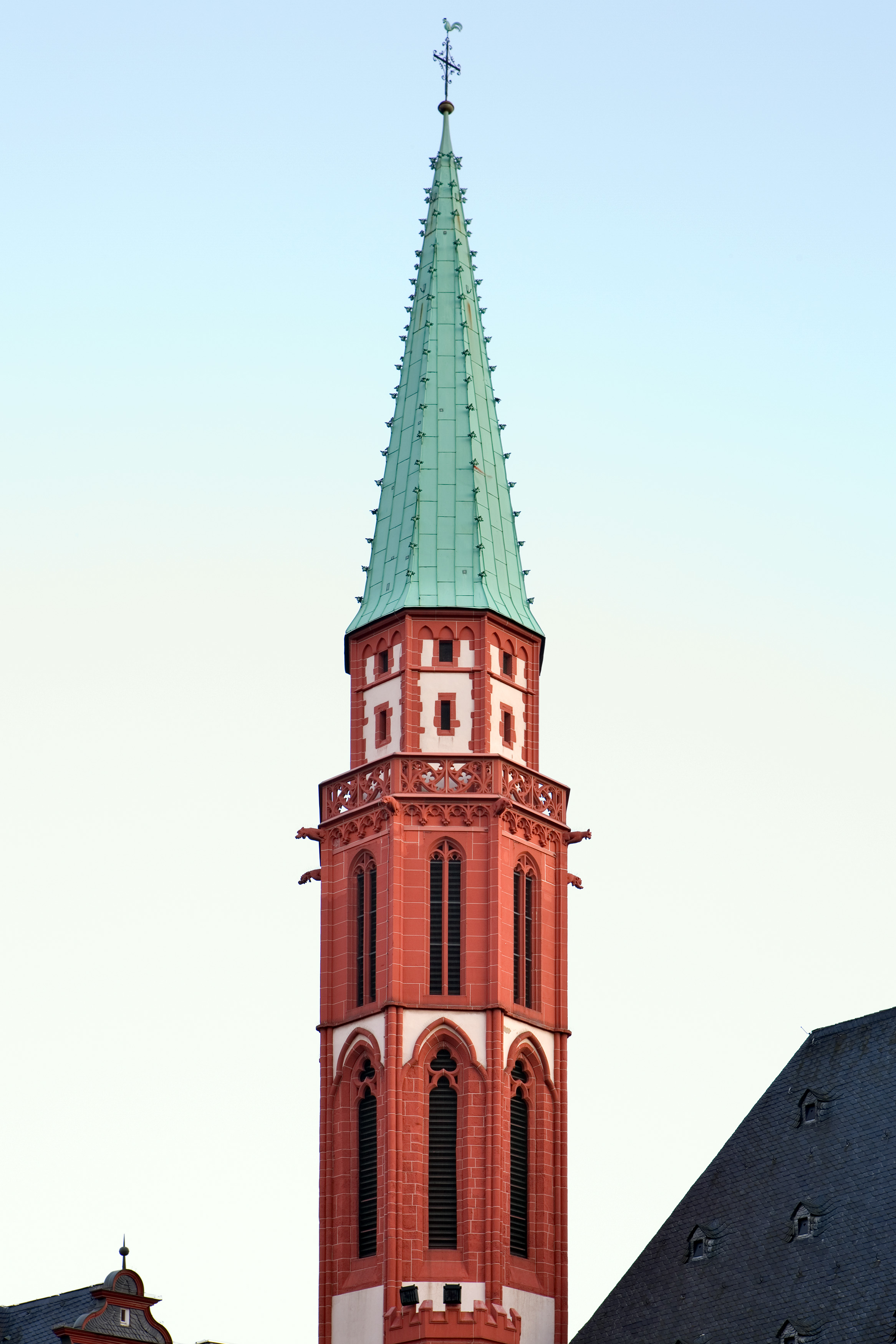
Detail der früh- / hochgotischen Turmobergeschosse, Dezember 2008

Der 48 Meter hohe Kirchturm auf einem annähernd quadratischen Erdgeschoss von 5,7 × 6,3 Metern mit den zwei darüber befindlichen Oktogongeschossen ist ein Werk der Frühgotik um 1250. Das oberste Turmgeschoss entstammt stilistisch weitestgehend den Jahren 1458/59, wurde bei der neogotischen Restaurierung 1841–1847 jedoch vollständig teils idealisierend erneuert. In den heutigen Zustand ist der Turm 1905 versetzt worden, nachdem man die neogotische Spitze aufgrund ihrer Schadhaftigkeit 1903 abgebrochen hatte. Abermals wurde die gesamte Laterne mit Turmspitze komplett neu aufgemauert und anhand der frühesten erhaltenen Kirchenansicht von Sebastian Münster aus dem Jahre 1545/50 in den überlieferten Zustand des Mittelalters zurückversetzt. Als Baumaterial wurde in den ersten drei Geschossen durchgängig verputzter Bruchstein verwendet. Alle vom Steinmetz bearbeiteten oder sichtig gelassenen Teile sind dagegen aus Basalt, ab dem 15. Jahrhundert dann aus einem Mainsandstein, ebenso das gesamte dritte Turmobergeschoss.
Noch in die Romanik weist das schmucklose Erdgeschoss mit schmalen, rundbogigen Fenstern – zwei an der Nord-, eins an der Ostseite – während die darüber liegenden Geschosse bereits sichtbar von frühen gotischen Einflüssen geprägt sind. An der Ostseite befindet sich seit dem Umbau 1841–1847 eine Tür ins Turm- und Kircheninnere. Der obere Bereich wird von einem einfachen Gesims abgeschlossen, gegenüber dem die Obergeschosse auf ihrem achteckigen Grundriss leicht zurückspringen, so dass sich hier eine flache Sockelzone zeigt.

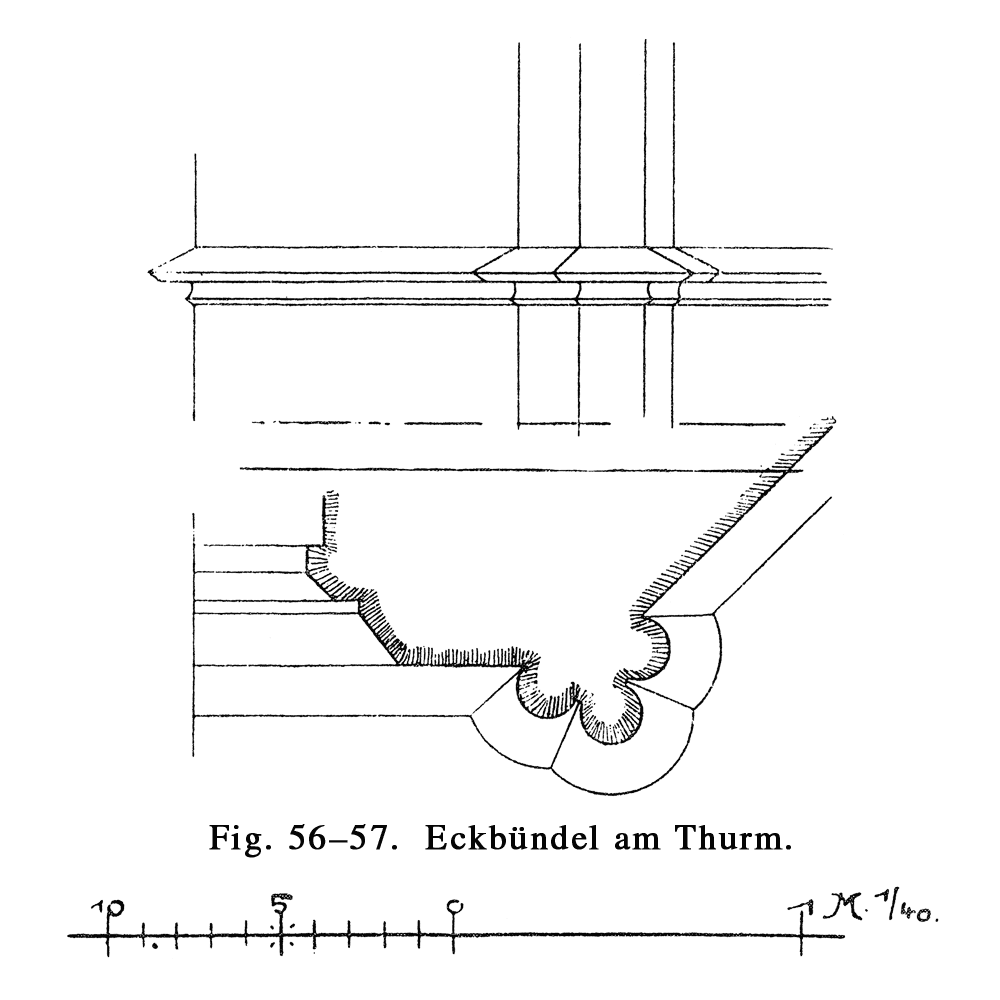
Eckbündel am Turm

Die Ecken der ersten Oktogongeschosses werden von Dienstbündeln begleitet, die aus je drei Rundstäben bestehen und unterhalb eines die Geschosse trennenden Gesimses in einen Kleeblatt-Blendbogen münden. An der Nordseite befinden sich zwei dem darunterliegenden Geschoss ganz ähnliche Fenster, die jedoch spitzbogige Abschlüsse haben.
Wie das vorangegangene weist auch das zweite, etwas höhere Oktogongeschoss in seinen Ecken Dienstbündel auf, jedoch sind die Flächen hier mit schmalen Lanzettfenstern durchbrochen, die rund zwei Drittel der Geschosshöhe einnehmen. Zusätzlich zu den Kleeblatt-Blendbögen des vorangegangenen Geschosses zeigen die darunter liegenden Fenster ein eigenständiges Dreipass-Maßwerk.
Das dritte Turmobergeschoss behält die Oktogonform des Turms bei, wird anstatt von Dienstbündeln jedoch von Ecklisenen gefasst. Diese sind unterhalb einer durchbrochen gearbeiteten Brüstung mit rotierendem Fischblasen-Maßwerk durch einen Dreipass-Bogenfries mit Blumenansätzen verbunden. Die Flächen des Geschosses sind größtenteils in zweibahnige, rundbogig abschließende Fenster aufgelöst, die im oberen Bereich wieder das Motiv des Dreipass-Maßwerks aufgreifen. Hinter der Holzverblendung der Fenster dieses und des vorangegangenen Geschosses befinden sich die Glocken und das Glockenspiel der Kirche (s. Ausstattung). Auf dem oberen Ende der Ecklisenen sitzen unterhalb der Maßwerkbrüstung rein dekorative Wasserspeier, die wohl der Umbauphase 1841–1847 zuzurechnen sind, wenngleich sie, wie anhand älterer Abbildungen feststellbar, mittelalterliche Vorbilder haben.
Innerhalb der Brüstung verjüngt sich der Turm bei gleichbleibender oktogonaler Form erheblich. Die Wandflächen der Laterne besitzen zu allen Himmelsrichtungen jeweils zwei rechteckige Fenster, die horizontal durch ein Gurtgesims getrennt und unterhalb des Helms durch einen Fries aus Spitzbögen bekrönt werden. Darüber erhebt sich ein steiler, mit Kupfer gedeckter Spitzhelm mit Krabbenbesatz. Die Turmspitze endet oberhalb eines Knaufes in einem Kreuz, das eine Nachbildung des alten Chorkreuzes der alten Dreikönigskirche in Sachsenhausen ist, auf dem ein Wetterhahn thront.

##### Langhaus

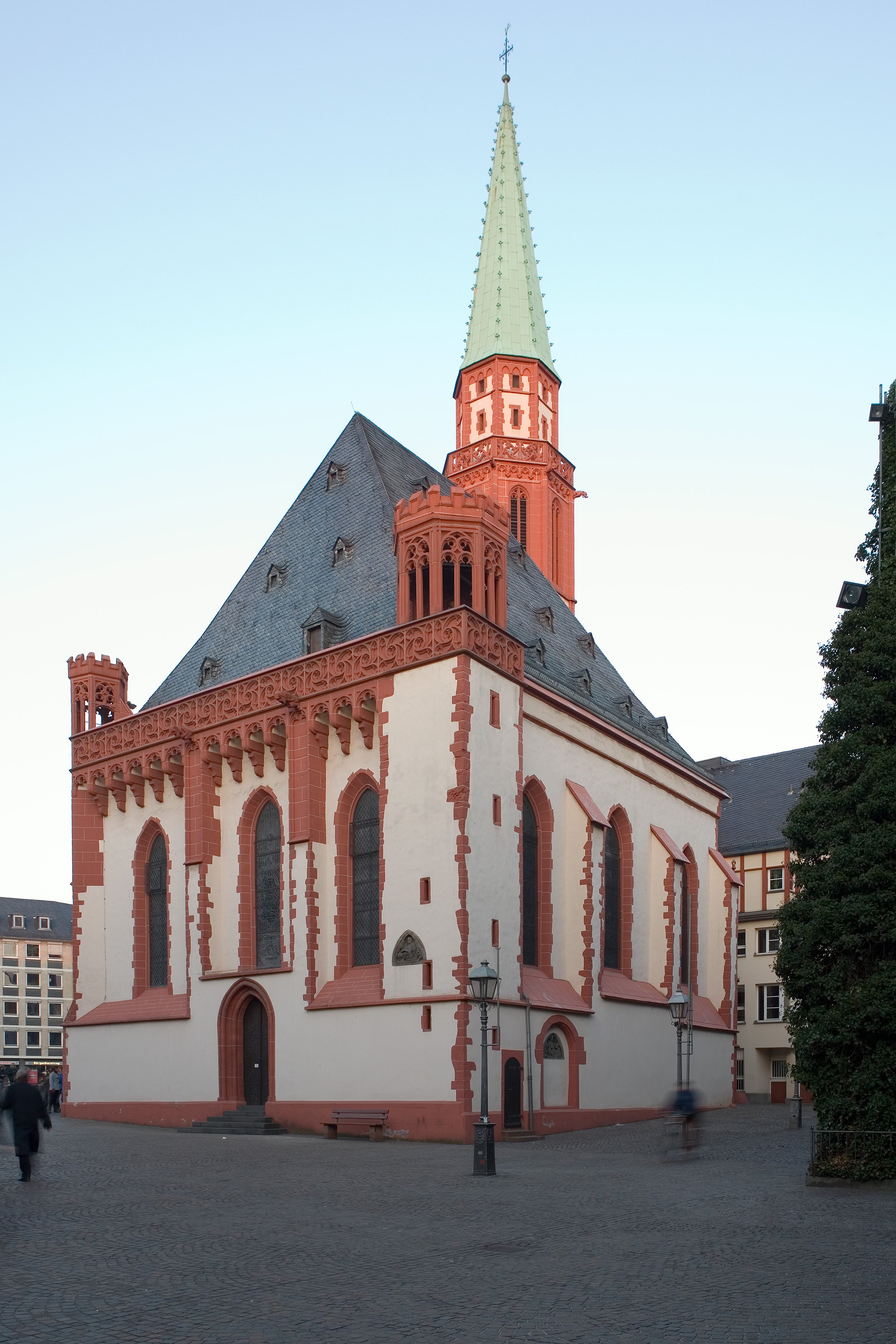
Ansicht der Kirche vom Fahrtor, Dezember 2008

Das Langhaus auf annähernd rechteckigem, aber verzogenem Grundriss von rund 15 × 13 Metern entstammt im Kern etwa der Zeit zwischen 1270 und 1290. In den noch heute zu sehenden Zustand wurde es jedoch wie schon der Kirchturm erst im 15. Jahrhundert 1466/67 durch Hinzufügen der Dachgalerie überführt, von geringen späteren Veränderungen abgesehen. Auch wie beim Turm besteht der verputzte Teil aus Bruchstein, während sichtbar gelassene Teile aus Quadern von Basalt oder, ab dem 15. Jahrhundert, Mainsandstein gefertigt sind, wobei letzterer stellenweise auch zum Ausbessern der älteren Partien aus Basalt verwendet wurde.
Aus Sandstein besteht auch der unterste, umlaufende und oben abgefaste Sockel des Langhauses, gegenüber dem der untere Teil der Außenmauern um wenige Zentimeter zurückspringt. Die aufsteigenden Wände sind auf allen Seiten der Kirche auf dieselbe Art gegliedert. Bis zum unteren Rand der drei Fenster pro Fassade findet sich keinerlei Schmuck der verputzten Flächen. Auf Höhe der sichtbar als Platten von Mainsandstein gestalteten, abgefasten Sohlbänke der Fenster springt die Fassade deutlich zurück. Der untere Bereich erfährt ab hier links und rechts der Fenster seine Fortführung in Strebepfeilern, die nach oben hin bündig mit der vorkragenden Dachgalerie abschließen.
Von den ursprünglich sicher vorhandenen Fenstermaßwerken des Langhauses war schon auf der recht exakten Darstellung der Kirche durch Salomon Kleiner 1738 nichts mehr erhalten, die Darstellung auf dem Plan der Stadt von Matthäus Merian 1628 lässt zumindest die Existenz solcher erahnen. Die mittige Fassadenachse hat an Nord- und Westseite etwas verschobene Proportionen zugunsten des unteren Bereichs für die hier verbauten spitzbogigen Eingangsportale. Dadurch haben die Fenster in der Mittelachse eine etwas geringere Höhe. Auf der Südseite enden die Strebepfeiler mangels Dachgalerie bereits auf Höhe der Fensterlaibungen und sind mit Pultdächern abgedeckt, die Fassade endet hier bündig mit dem Dach.
Die obere Hälfte der Strebepfeiler an Nord- und Westseite besteht als einziges rein konstruktives Element des Außenbaus aus sichtbar belassenem Mainsandstein. Diese Maßnahme der Jahre 1466/67 war ein bewusstes Gestaltungselement, um eine bessere optische Verblendung mit der damals geschaffenen Dachgalerie zu erreichen, die ebenfalls vollständig in diesem Material ausgeführt ist. Die Werksteine der Strebepfeiler sind im oberen Bereich zusätzlich mit Randleisten belegt, die den Pfeilern am oberen Ende ein Dreipassmaßwerk vorblenden. Dieses bildet als umlaufender Bogenfries den unteren Abschluss der auf den Strebepfeilern und 23 gleichmäßig verteilten Kragsteinen ruhenden Dachgalerie. Sie umspannt die gesamte Nord- und Westfassade und greift als Ornament rotierendes Fischblasenmaßwerk auf.

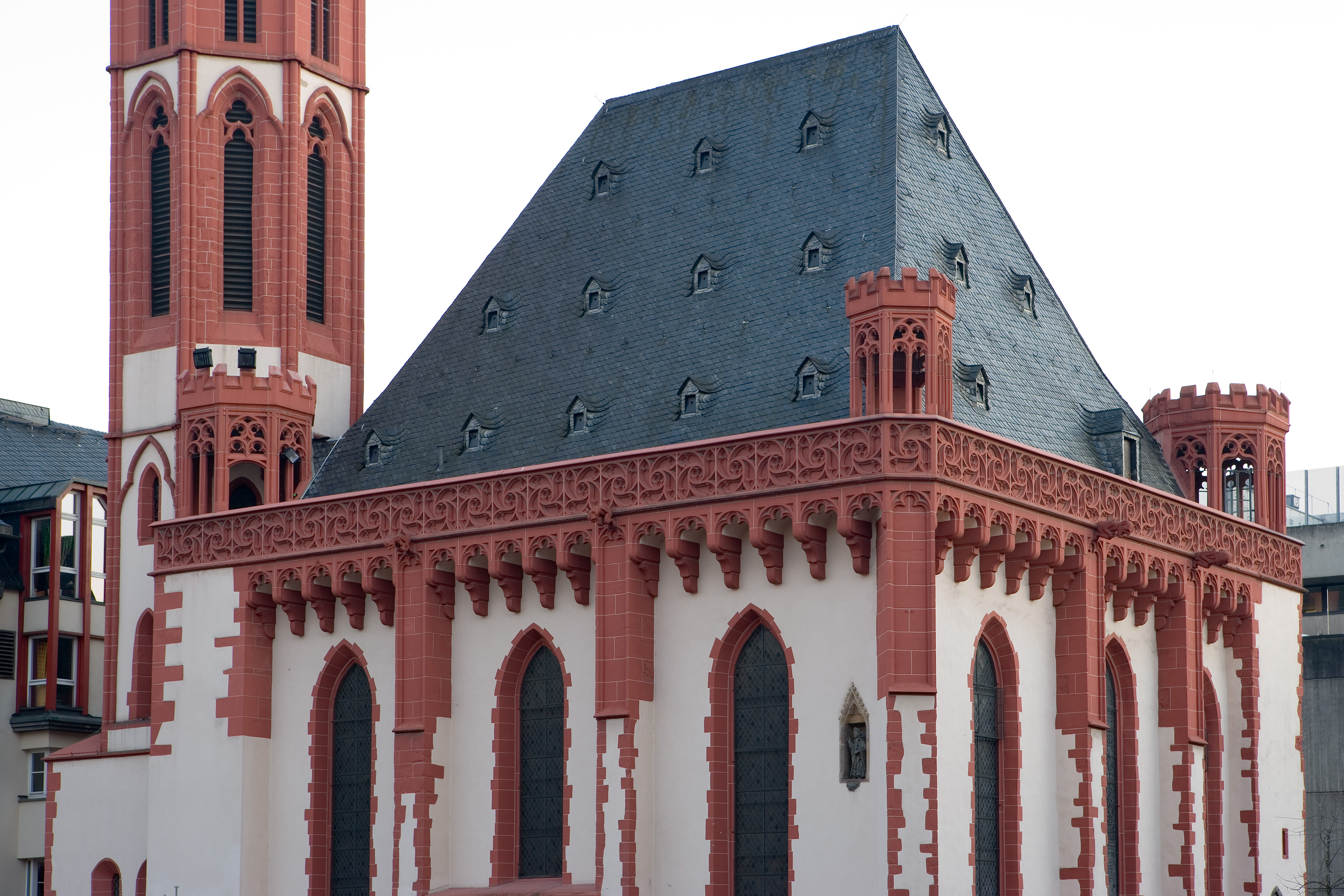
Detail der spätgotischen Dachgalerie, Dezember 2008

Direkt hinter der Nordost-, Nordwest- und Südwestecke der Galerie befinden sich jeweils mit Maßwerk durchbrochene, zinnenbesetzte Türmchen auf oktogonalem Grundriss, wobei der Nordwestturm etwas schmaler ausgefallen ist. Einzig der Nordostturm ist ein echtes Werk der Gotik, die anderen Türmchen waren ursprünglich massiv und ohne Maßwerk, wie es z. B. heute noch am Dachabschluss des Steinernen Hauses zu sehen ist. Diese Anknüpfung an damalige Profan- und Wehrarchitektur ging erst durch die neugotische Umgestaltung 1841–1847 verloren, als auch weite Teile der Dachgalerie im alten Stil aufgrund starker Verwitterungsschäden erneuert werden mussten. Der gleichen Zeit entstammen auch die Wasserspeier am oberen Ende eines jeden Strebepfeilers, für die es zumindest laut älteren Abbildungen der Kirche entgegen denen des Turms keine mittelalterlichen Vorbilder zu geben scheint.
Hinter dem Umgang der Dachgalerie ragt jenseits des schmalen Umgangs das steile Walmdach mit Schieferdeckung auf, das Langhaus und Chor überspannt und zu allen Seiten drei übereinander angeordnete Gaubenreihen zeigt. Die nur über eine Tür in der Südaußenseite der Kirche zu erreichende Wendeltreppe in der Südwestecke des Langhauses ist zugleich auch der einzige Weg in die Obergeschosse des Turms durch ein Portal hinter dem nordöstlichen Ecktürmchen, da der Turm kein eigenes Treppenhaus im Erdgeschoss besitzt.

##### Chor
Der zwischen 1290 und 1300 entstandene Chor ist das am besten in seiner Originalsubstanz erhaltene Bauteil der Kirche, da er im Gegensatz zum Langhaus im 15. und auch im 19. Jahrhundert kaum Veränderungen erfuhr. Entsprechend sind hier noch die meisten Architekturteile wie Strebepfeiler und Fenstergewände aus dem ursprünglich verwendeten Basalt, der verputzte Teil aus Bruchsteinen erbaut.
Der Sockel aus abgefasten Sandsteinplatten bildet wie beim Langhaus das unterste Element der horizontalen äußeren Gliederung. Die vertikale Gliederung wird im Wesentlichen von den fünf Strebepfeilern bestimmt, die in die Ecken des Chorschlusses sowie auf der Südseite auf halber Breite der Fassade eingestellt sind und sich auf etwa halber Höhe nach einem doppelten Gesims deutlich verjüngen. Ihren Abschluss bilden kleine Satteldächer mit Lilien auf den Firsten, die vollplastisch in Sandstein ausgeführt und schon dadurch als ein Element der neugotischen Umgestaltung des 19. Jahrhunderts zu erkennen sind. Insgesamt wird die Dachtraufe so um knapp anderthalb Meter überragt.
Ungefähr auf einem Drittel der Höhe der Strebepfeiler bildet ein weiteres, um den gesamten Baukörper verkröpftes Gesims mit Hohlkehle die nächste Ebene der horizontalen Gliederung. Oberhalb dieses Gesimses werden die oberen drei Viertel der Wandflächen fast vollständig von den fünf spitzbogigen Chorfenstern durchbrochen, von denen sich drei auf den 3/8-Chorschluss und zwei auf die Südseite des Chors verteilen. Nur die drei Fenster des Chorschlusses besitzen ein zweibahniges Maßwerk, dessen Bogenfelder mit jeweils drei ineinandergestapelten Dreipässen gefüllt sind. Die südlichen Fenster zeigen keinerlei Maßwerk, wobei unklar bleibt, ob ein solches hier jemals vorhanden war.
Das Mauerwerk des Langhauses überragt den Chor um knapp zweieinhalb Meter, so dass der First seines ebenso schiefergedeckten, allseitig abgewalmten Dachs nur wenig über die Traufe des Hauptbaues hinausgeht.

#### Inneres

##### Langhaus
Das Innere der Alten Nikolaikirche lässt sich als zweischiffige, gewölbte Hallenkirche charakterisieren. Das nördliche Seitenschiff mit einer Breite von 4,5 Metern ist dabei wesentlich schmaler ausgefallen als das südliche Hauptschiff mit 7,2 Metern. Die überspannenden, vierstrahligen Kreuzrippengewölbe des Langhauses weisen drei Joche je Schiff auf. Sie ruhen auf zwei mittigen oktogonalen Pfeilern, an der Nord- und Südwand auf jeweils zwei Pfeilervorlagen sowie in den Raumecken und in der Achse der Mittelpfeiler auf einfachen Konsolauflagen der Schiffswände.
Optisch und auch größtenteils substanziell entstammt der Rohbau des Langhauses – im Gegensatz zum Äußeren – noch der Bauphase des letzten Drittels des 13. Jahrhunderts. 1466/67 kam es im Zuge des Galerieaufsatzes, wie Befunde unter dem Putz andeuten, zu einer teilweisen Erneuerung der Wände bis hinauf in die Gewölbekappen und teilweise auch der Gewölbe selbst, 1841–1847 wurden dann fast alle Gewölbe neu aufgemauert. Durch die Erschütterungen der Bombardierungen des Zweiten Weltkriegs beschädigt wurden die Gewölbe zudem nach 1945 mit Beton aufgespritzt, was eine genaue Datierung bis heute erschwert.
Die Auflagen weisen ebenso wie die Schlusssteine der Gewölbe ein reiches Programm an figürlichen und floralen Motiven auf. Diese sind trotz der vorgenannten Veränderungen noch sämtlich bauzeitlichen Datums. Der östliche Pfeiler zeigt stilisiertes Blattwerk, der westliche ist mit schmalen, fünffach gezackten Blättern besetzt. Die westliche Konsolauflage der Südwand verzieren Knospenblätter, die nach unten in dreifingerig angelegten Spitzen auslaufen, an der östlichen sind sie volutenartig eingerollt und mit Palmetten versehen. Die Kapitelle der Nordwand thematisieren dagegen naturalistisches Laubwerk. Die Konsolauflagen in der Nordost- und Südostecke zeigen Frauenköpfe, die den Schlussstein tragen. In der Südwestecke trägt ihn ein kauernder Mann, in der Nordwestecke ein Tier, aus dessen Maul drei Zweige aufsteigen, die in den Schlussstein übergehen.
Der Schlussstein des östlichen Hauptschiffjochs zeigt ein Lamm Gottes mit der Kreuzfahne, das mittlere den heiligen Nikolaus in reicher Darstellung mit Mitra, Stab, Manipel und geschlossenem Buch vor der Brust. Das westliche Hauptschiffjoch schließt ein im Vergleich zu den übrigen überproportional großer Ring mit Blatt- und Rosenbesatz. Im östlichen Seitenschiffjoch findet sich eine Maske mit geöffnetem Mund zwischen plastischem Eichenlaub, im mittleren eine aus Blattkränzen gebildete Rose, im westlichen schließlich über Kreuz bzw. diagonal gestellte Eichenblätter und -zweige.

##### Chor
Zur Datierung des Innenraums des Chors ist nichts gegenüber der des Äußeren zu ergänzen – er befindet sich, von den Betonaufspritzungen der Gewölbe nach dem Zweiten Weltkrieg (s. Inneres des Langhauses) abgesehen, noch völlig im Zustand seiner Erbauungszeit zwischen 1290 und 1300.
Den Chorraum schnüren Zungenmauern vom übrigen Kirchenraum ab, wobei die nördliche Mauer etwa doppelt so lang ausgefallen ist wie die südliche. Der Scheitelpunkt des Chorbogens liegt ebenso nicht in einer Achse mit den Jochen des Langhauses wie auch der des eigentlichen Chors. Ansonsten ist der Chor – obwohl er das „jüngste“ Bauteil darstellt – analog dem Langhaus gestaltet. Auch seine zwei Gewölbe ruhen auf kelchförmigen Konsolen in ungefähr halber Raumhöhe, die allerdings nicht weiter verziert sind. Die Schlusssteine haben die Form von Bienenkörben, der des vierstrahligen Vorjoches zeigt Rosenzweige, der des sechsstrahligen Polygons Weinlaub.

## Ausstattung

### Allgemein

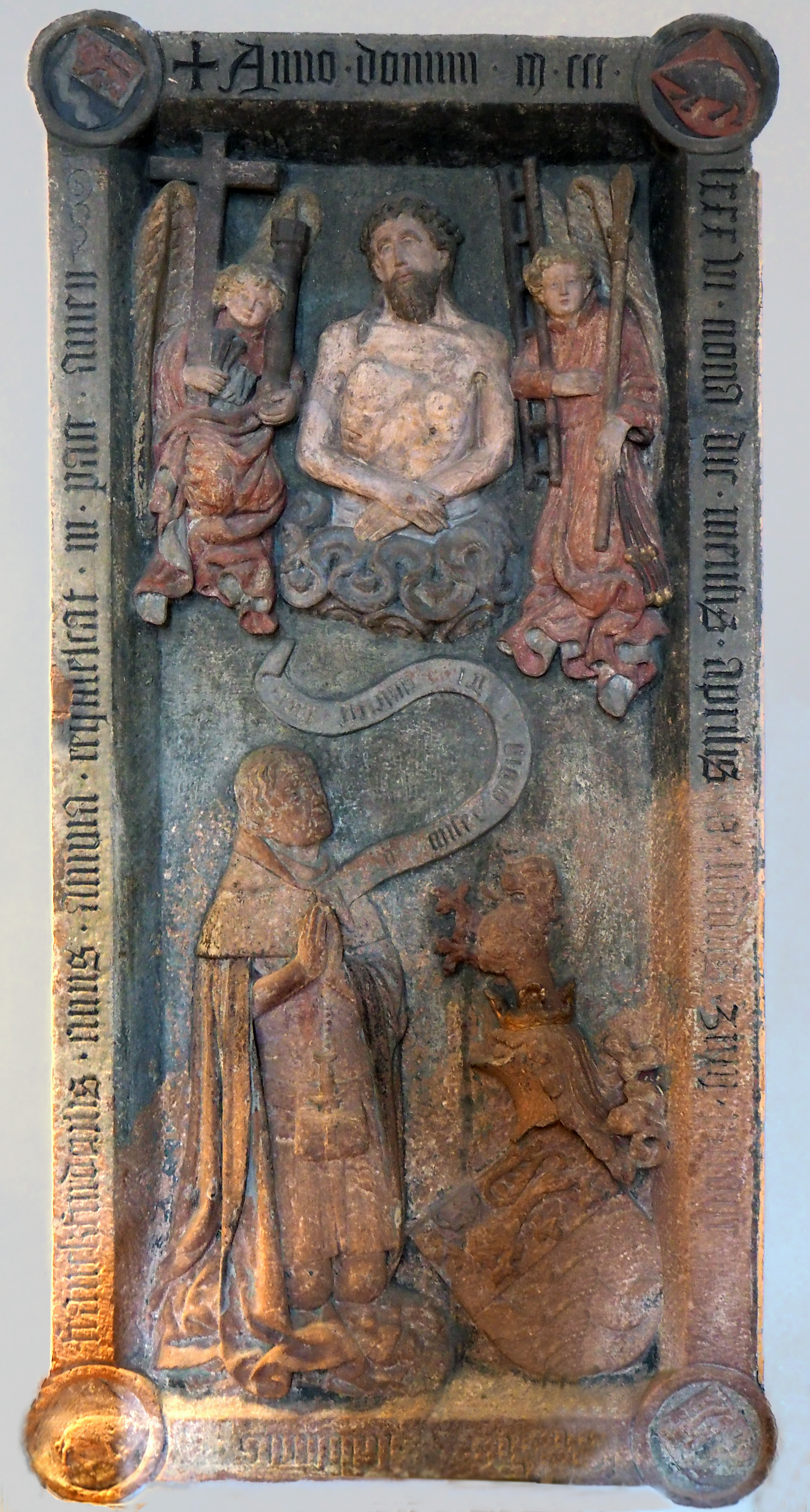
Siegfried zum Paradies
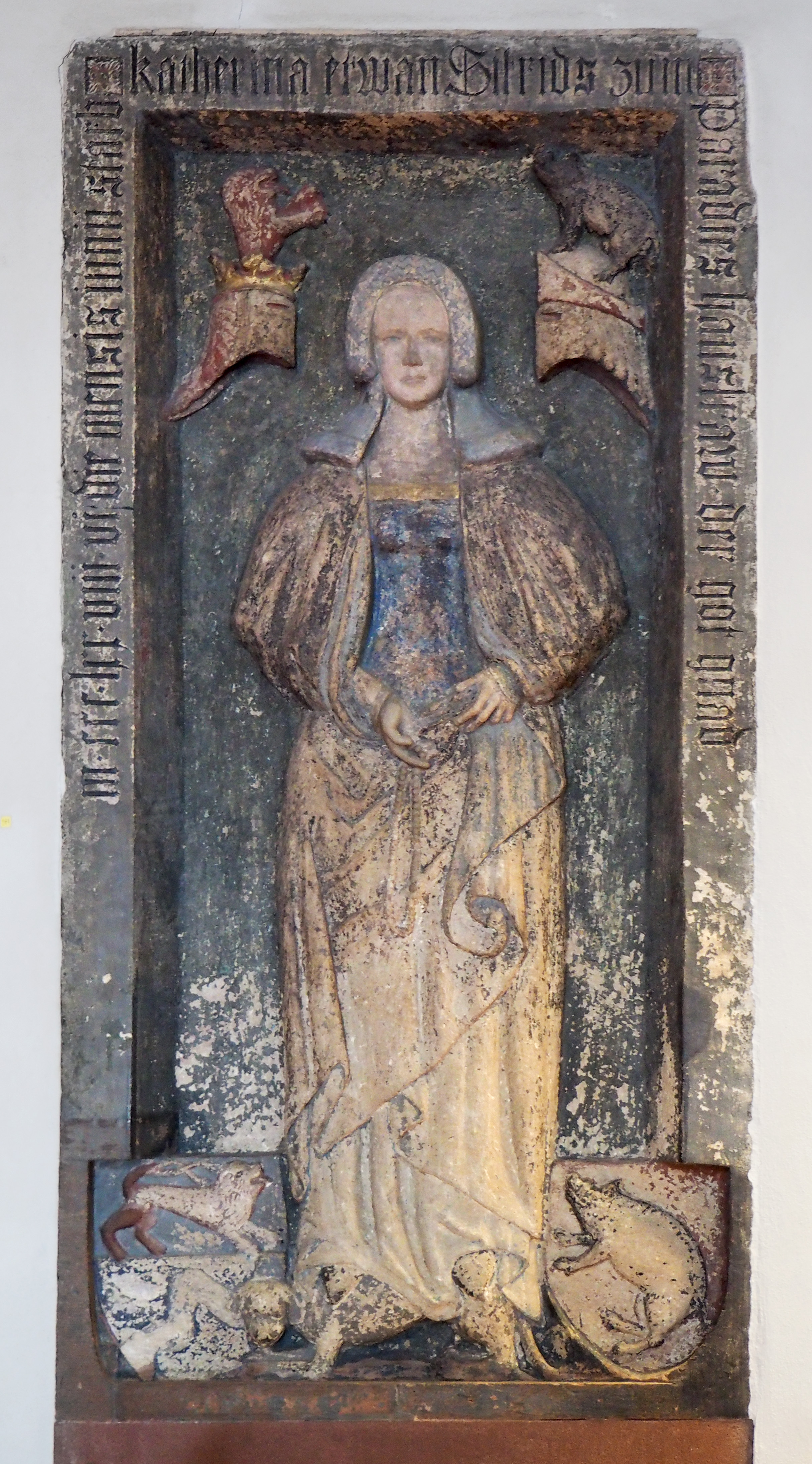
Katharina von Wedel

Im Innern ist die Steinplastik eines Schmerzensmanns von 1370 (Original im Historischen Museum) besonders erwähnenswert. Unter den floral gestalteten Konsol- und Schlusssteinen des Kreuzrippengewölbes ragt der Schlussstein des Hauptschiffjoches mit dem auf einer Wolke schwebenden hl. Nikolaus im wahrsten Sinn des Wortes besonders hervor.

### Grabplatten
Zwei farblich gefasste Grabplatten (Epitaphe) stammen aus der Zeit der Romanik. Gewidmet sind sie dem 1386 verstorbenen Schultheißen Siegfried zum Paradies und seiner 1378 verstorbene Ehefrau Katharina von Wedel. Die Epitaphe wurden 1840 beim Abriss der Heiliggeistkirche in die Nikolaikirche überführt. Sie werden Madern Gerthener zugeschrieben, der sich in Frankfurt u. a. als Dombaumeister und Architekt der Leonhardskirche und des Eschenheimer Turms hervortat.

### Orgel
Die Oberlinger-Orgel ist als sogenannte Schwalbennestorgel an der Rückwand des Kirchenschiffes installiert. Sie wurde 1992 als zweimanualiges Werk erbaut und verfügt über 23 Register. Der Orgelsachverständige der EKHN Reinhardt Menger disponierte die Orgel, Wolfgang Oberlinger entwarf und konstruierte das Orgelwerk sowie die Schwalbennestkonstruktion mit ihrer Brüstung als Einheit. Das Orgelwerk hat eine mechanische Spieltraktur und eine mechanische Registertraktur. Als Besonderheit gilt das Orgelgehäuse mit sehr geringer Tiefe, das gänzlich aus massivem Eichenholz gearbeitet ist und dadurch einen hervorragenden Resonanzkörper für die darin befindlichen Pfeifen darstellt. Um auch bei der Technik ein einheitliches Bild zu erhalten, wurden sämtliche technischen Teile der Orgel aus dem gleichen Eichenholz, wie es für das Orgelgehäuse verwendet wurde, gearbeitet. Die Orgel gilt mittlerweile in der Fachwelt als einer der klanglich und architektonisch schönsten und interessantesten Orgelneubauten in Frankfurt und Hessen.

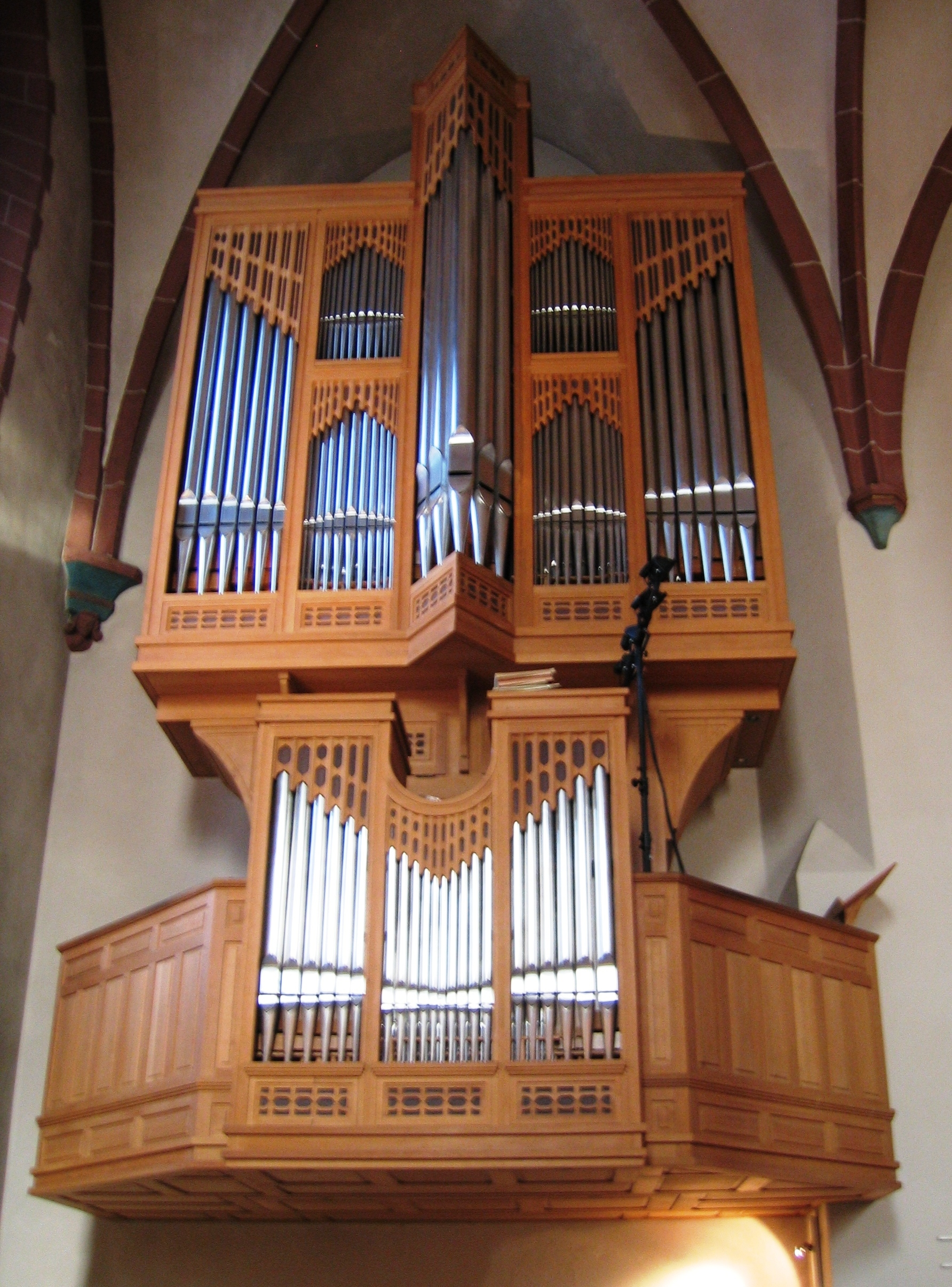
Orgel

| I Rückpositiv C–g3 |                       |        |
| 1.                 | Gedackt               | 8′     |
| 2.                 | Flaut travers (ab c1) | 8′     |
| 3.                 | Principal             | 4′     |
| 4.                 | Flöte                 | 4′     |
| 5.                 | Gemshorn              | 2′     |
| 6.                 | Terz                  | 1 3⁄5′ |
| 7.                 | Quinte                | 1 ⁄3′  |
| 8.                 | Cymbel III            | 2⁄3′   |
| 9.                 | Cromorne              | 8′     |
|                    | Usignolo              |        |
|                    | Tremulant             |        |

| II Hauptwerk C–g3 |              |       |
| 10.               | Principal    | 8′    |
| 11.               | Rohrflöte    | 8′    |
| 12.               | Gamba        | 8′    |
| 13.               | Octave       | 4′    |
| 14.               | Quinte       | 2 ⁄3′ |
| 15.               | Superoctav   | 2′    |
| 16.               | Cornet V     | 8′    |
| 17.               | Mixtur IV    | 1 ⁄3′ |
| 18.               | Trompete     | 8′    |
| 19.               | Glockenspiel |       |

| Pedal C–f1 |                 |       |
| 20.        | Subbass         | 16′   |
| 21.        | Principalbass   | 8′    |
| 22.        | Octave          | 4′    |
| 23.        | Rauschpfeife IV | 2 ⁄3′ |
| 24.        | Fagott          | 16′   |

- Koppeln: I/II, I/P, II/P

### Glasfenster

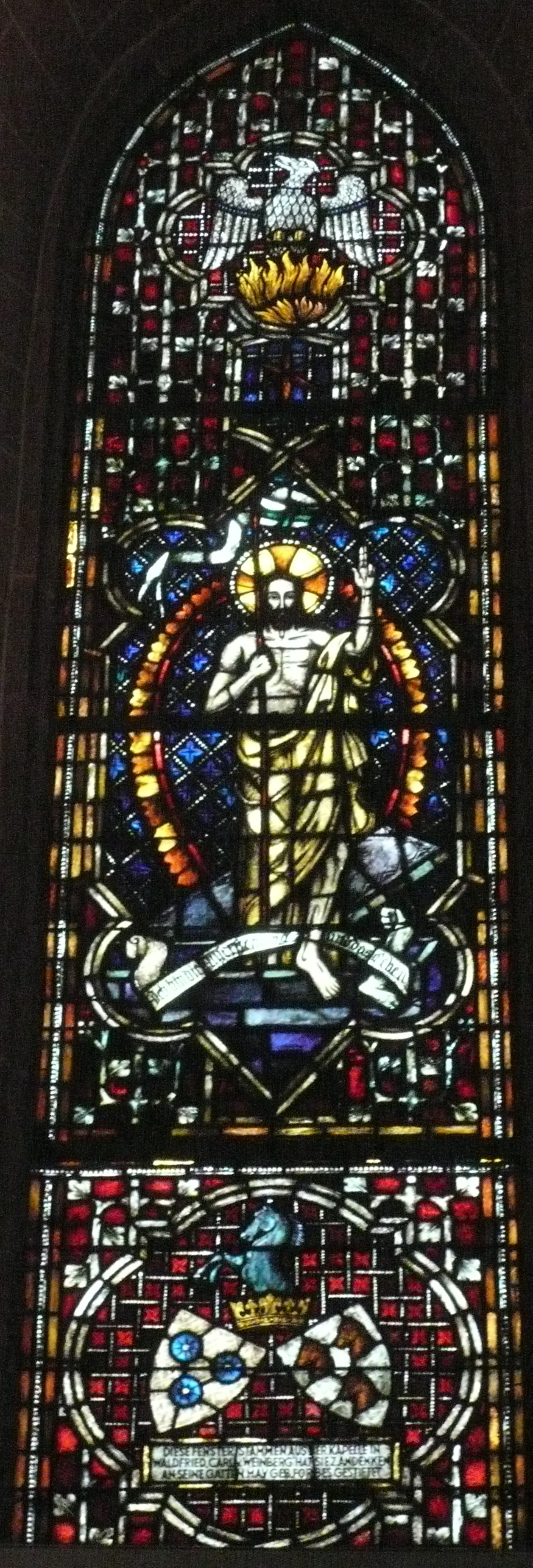
Glasfenster Segnender Christus

Die Farbfenster wie die Chorfenster stammen von Lina von Schauroth (1874–1970), einer Frankfurter Künstlerin aus der Baumeisterfamilie Holzmann. Die vier Farbfenster Anbetung, Flucht nach Ägypten, Kreuzabnahme und Segnender Christus wurden 1922 für die Privatkapelle der Industriellenfamilie von Weinberg in Frankfurt-Niederrad geschaffen, während des Krieges im Limburger Dom gelagert und 1951 in die Alte Nikolaikirche eingebaut. Aus der Hauskapelle stammt der mittlere Teil der Fenster, während der obere und untere von der Künstlerin 1951 hinzugefügt wurden. Im Fenster Segnender Christus an der Westseite ist eine entsprechende Widmung für Carl von Weinbergs Stiftung im Andenken an seine 1937 verstorbene Gattin May geb. Forbes angebracht. Im selben Jahr entstanden die drei Chorfenster, die die vier Evangelisten natürlich und symbolisch (vgl. Off. 4,6-8) darstellen. Die Chorfenster wurden von dem Hanauer Ehrenbürger Charles W. Engelhard, einem Enkel Philipp Holzmanns, gestiftet.

### Glocken
Das Vorhandensein von Glocken ist aufgrund des Turms und der regelmäßigen Gottesdienste schon seit dem 13. Jahrhundert anzunehmen. Der älteste indirekte Hinweis auf die Existenz zumindest einer Glocke ist die urkundliche Erwähnung eines Glöckers, die in die Zeit um 1374 zu datieren ist. Bei den Umbauten des 15. Jahrhunderts, die auch den Turm betrafen, deutet von den Schriftzeugnissen her alles darauf hin, dass das alte Geläute vor den Bauarbeiten ab- und nach Abschluss dieser wieder in den Turm eingebaut wurde.
In den 1470er Jahren war der bei den Umbauten offenbar nicht erneuerte Glockenstuhl so baufällig geworden, dass der Rat 1473 seine Stilllegung und 1475 seine Erneuerung befahl. Aus den Aufzeichnungen dieser Jahre geht dann auch hervor, dass das Geläut aus wenigstens einer kleinen und zwei etwas größeren Glocken bestand. Nach der Reformation diente einzig die größte Glocke noch einem Zweck, nämlich dem Einläuten des Schöffengerichts. Ein Beschluss aus dem Jahre 1578, anlässlich der neuen „Reformation“ – also dem im jenen Jahr verabschiedeten neuen Stadtrecht – eine neue Glocke für eben jenen Zweck aufhängen zu lassen, deutet darauf hin, dass der mittelalterliche Bestand 1552 der Glockenbeschlagnahme zum Opfer fiel.
Der Brauch, das Gericht mit der Glocke der Kirche einzuläuten, hielt sich noch bis etwa Anfang des 18. Jahrhunderts. Im Rahmen der Wiederherstellung von 1719 bis 1721 erhielt der Turm einen neuen Glockenstuhl, der im Wesentlichen bis heute erhalten ist. Aus weiteren Aufzeichnungen geht hervor, das 1722 wenigstens noch eine Glocke vorhanden war, vielleicht die um 1578 neu gefertigte. 1762 wurde sie durch eine kleinere Glocke mit 57 Zentimetern Durchmesser ersetzt, die Johann Georg Schneidewind gegossen hatte. Der Verbleib der älteren Glocke ist nicht mehr zu klären.
Dieser Bestand blieb auch in den Wirren der Säkularisation unverändert. Als man 1840 das gotische Heiliggeistspital und die zugehörige Kirche in der Saalgasse abbrach, kam eine 1723 hierfür ebenfalls von der Familie Schneidewind gefertigte Glocke von 70 Zentimetern Durchmesser hinzu. Zusätzlich wurde von den Gebrüdern Barthel & Mappes eine neue Glocke von 84 Zentimetern gefertigt, womit sich nun drei Glocken im Turm der Alten Nikolaikirche befanden. Dieses Ensemble ergänzte 1897 noch eine vierte Glocke von 106 Zentimetern Durchmesser.
Im Ersten Weltkrieg mussten 1917 die Glocken als Metallspende abgeliefert werden. Tatsächlich eingeschmolzen wurden jedoch nur die von 1897 und 1841, erhalten blieben jene des 18. Jahrhunderts. Diese verblieben jedoch im Historischen Museum der Stadt und wurden 1924 abermals durch ein vollständig neues Geläute ersetzt. Dieses basierte auf einer 1586 von Christian Klapperbach aus Mainz für eine Kirche in Niederursel gegossenen Glocke von 73 Zentimetern, ergänzt durch zwei neue Glocken von 94 Zentimetern und 83 Zentimetern, gefertigt von der Gießerei Rincker in Sinn. Unverständlich aus heutiger Sicht ist in diesem Zusammenhang, dass man dafür – offenbar aus Rohstoffmangel – die kleine Glocke von 1762 opferte, die bis dato als einzige originäre für die Alte Nikolaikirche gefertigte überdauert hatte.
1940 kam es im Zuge des Zweiten Weltkriegs abermals zur Beschlagnahme aller Glocken im Sinne einer Rohstoffreserve. Die beiden Neuzugänge aus dem Jahr 1924 wurden sofort eingeschmolzen, auch die von 1586 wanderte 1942 auf den Glockenfriedhof, erhielt jedoch die höchste Schutzklasse. Sie überstand den Krieg tatsächlich unbeschadet und kehrte 1948 nach Frankfurt am Main zurück. Da man sich für ein völlig neues Geläute entschloss, wurde sie dem Historischen Museum übergeben, wo sie zu der ebenfalls einst in der Alten Nikolaikirche schlagenden Glocke von 1723 in den Keller des Bernusbaus kam. Dieser war jedoch aufgrund der Kriegszerstörungen bis zum Neubau des Museums Anfang der 1970er Jahre offenbar nur höchst notdürftig gesichert. Eine Revision im Januar 1972 stellte sie letztmals als vorhanden fest, Anfang März entdeckte man die Spuren eines Einbruchs, bei der die Glocken zerschlagen und größtenteils entwendet wurden. Der Vorgang bleibt bis heute unaufgeklärt.
1956 erhielt die Alte Nikolaikirche ein vollkommen neues Geläut aus vier Glocken, das bis heute unverändert geblieben ist. Bedingt durch den schlanken Turm sind sie relativ klein und klingen in ein- bis zweigestrichener Tonlage. Sie wurden von der Glocken- und Kunstgießerei Rincker in Sinn gegossen, wiegen zusammen 1319 Kilogramm und sind mit ihrem Vierklang („Griesbacher'sches Idealquartett“ oder „Parsifal-Motiv“) auf das Frankfurter Stadtgeläute abgestimmt. Die nächstliegenden, im Zusammenspiel am besten vernehmbaren Glocken läuten im Dom, in der Paulskirche und in der Leonhardskirche.
| Nr. | Name              | Nominal (HT-1/16) | Masse (kg) | Durchmesser (mm) | Inschrift                                                                                        |
| 1   | Versöhnungsglocke | gis1 –3           | 584        | 1006             | Lasset euch versöhnen mit Gott. (2 Kor. 5, 20)                                                   |
| 2   | Christusglocke    | h1 0–3            | 351        | 847              | Einer ist euer Meister, Christus. (Mt. 23,10)                                                    |
| 3   | Dankesglocke      | cis2 –2           | 238        | 752              | Das ist ein köstlich Ding, dem Herrn danken und lobsingen deinem Namen, du Höchster. (Ps. 92, 2) |
| 4   | Gebetsglocke      | e2 0–3            | 146        | 634              | Wenn ich dich anrufe, erhörst du mich und gibst meiner Seele große Kraft. (Ps. 138, 3)           |

### Carillon

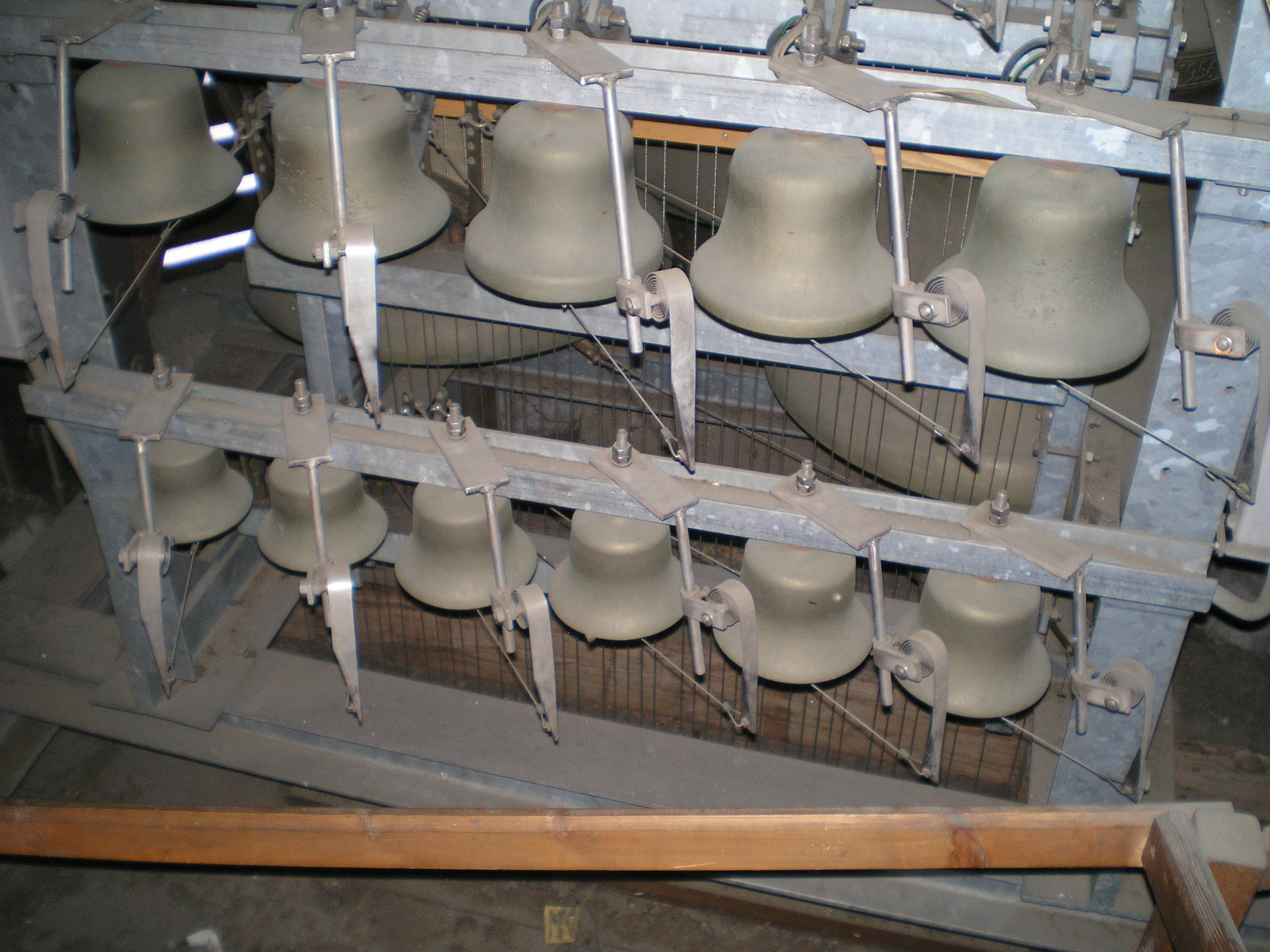
Carillon

Über die Glocken hinaus besitzt diese Kirche seit 1939 ein harmonisches Glockenspiel. Das heutige Glockenspiel wurde 1957 gegossen und 1959 und 1994 auf insgesamt 47 Glocken erweitert. Es deckt den Tonumfang von g1 bis c5 ab (davon c2 bis c5 chromatisch) ab. Die Glocken wiegen zusammen 3.500 kg, wobei die größte von ihnen allein 560 Kilogramm schwer ist. Es ist täglich dreimal um fünf Minuten nach der vollen Stunde um 09:05, 12:05 und 17:05 Uhr zu hören. Dabei werden programmgesteuert zwei Melodien abgespielt, ein Kirchen- und ein Volkslied. Das geschieht über elektromagnetische Hämmer, die in einer bestimmten Reihenfolge außen an die Glocken schlagen.
Auf dem Glockenspiel kann man aber auch über eine Klaviatur und Pedale wie auf einer Orgel andere Melodien spielen. Solche Konzerte finden im Allgemeinen nur zu besonderen Anlässen statt. Hier schlagen Klöppel gegen die Glocken.

## Erwähnenswertes
Nachts sind Kirche und Turm angestrahlt, so dass sich für den ganzen Platz des Römerbergs ein harmonisches Bild zusammen mit dem Römer und der historischen Häuserzeile auf der anderen Seite ergibt.
Von der Dachgalerie ertönen zur Adventszeit, wenn der Weihnachtsmarkt sich über den darunterliegenden Römerberg ausbreitet, öfter Konzerte eines Posaunenchors.

## Nikolausbrunnen

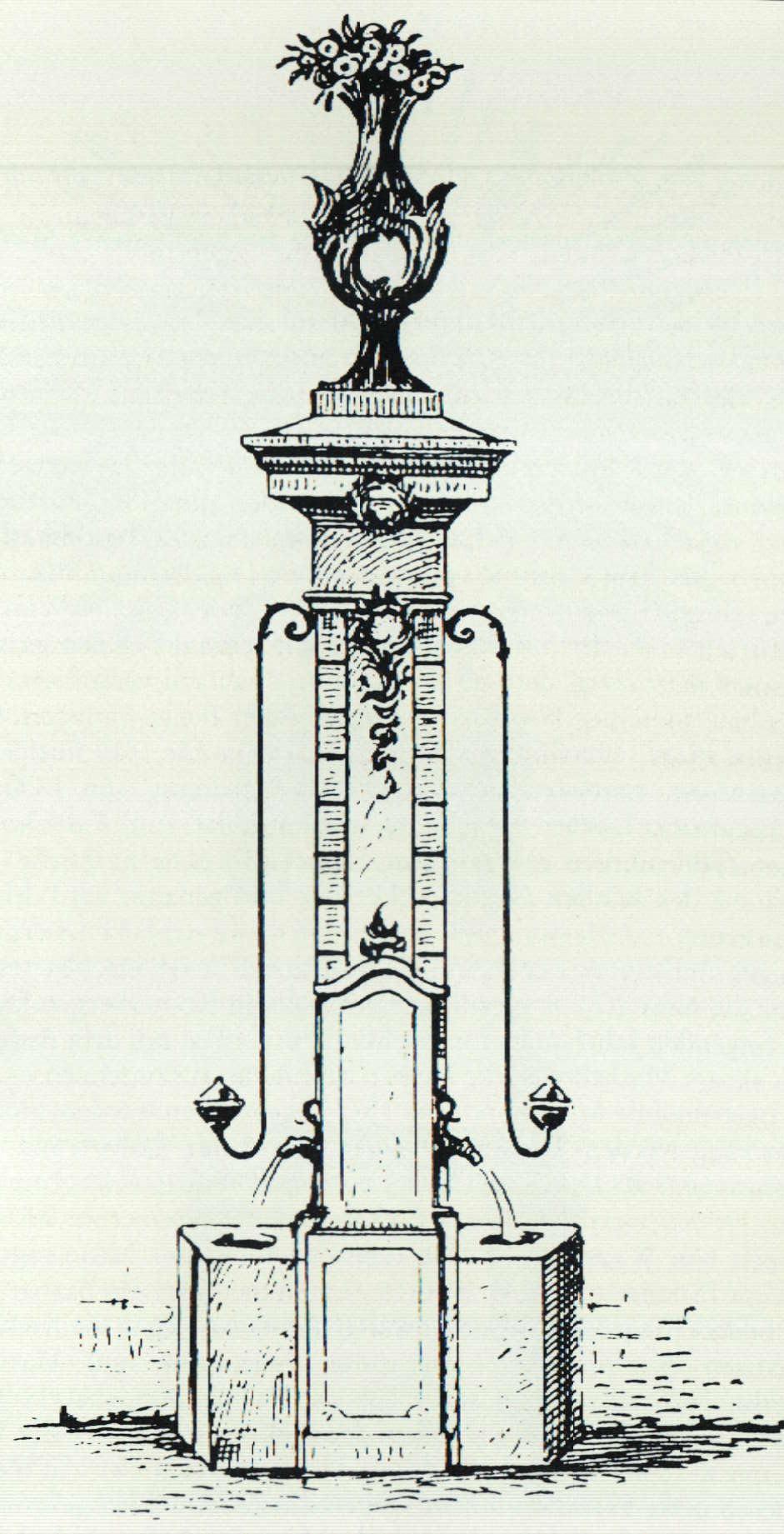
Ehemaliger (neuer) Nikolausbrunnen, Mitte 19. Jahrhundert

1436 wird erstmals ein Brunnen vor der Alten Nikolaikirche, der Nikolausbrunnen erwähnt. In Merians Stadtplan von 1628 wird er als halbrunder Ziehbrunnen dargestellt, der direkt an die Kirche angebaut ist. Nachdem der Brunnen stark verrottet war, wurde 1773 ein Neubau beschlossen. Die Brunnenmeister Georg Gottfried Krämer und Peter Friedrich Passavant konnten die Kosten des Brunnens von 516 Gulden und 36 Kreuzer von den Brunnennachbarn schnell einwerben und beauftragten den Steinmetz Joh. Leonh. Arzt mit dem Bau des Brunnens. Der neue Nikolausbrunnen, der am 1. November 1774 eingeweiht wurde, war ein Pumpenbrunnen, der frei vor der Kirche stand. 1818 war der Brunnen erschöpft und musste vertieft werden. In der Stadtansicht von Friedrich Wilhelm Delkeskamp aus dem Jahr 1864 findet sich der Brunnen nicht mehr. Er muss vorher abgerissen worden sein.
- Siehe auch: Liste von Brunnen in Frankfurt am Main